# Hamas
Ne doit pas être confondu avec Hamas en Irak ou Mouvement de la société pour la paix.
Le Hamas (en arabe : حَمَاس, Ḥamās ; litt. « ferveur, zèle »), acronyme partiel de ḥarakat al-muqāwma al-ʾislāmiyya (arabe : حَرَكَة ٱلْمُقَاومَة ٱلْإِسْلَامِيَّة; litt. « Mouvement de résistance islamique »), est un mouvement islamiste et nationaliste palestinien constitué d'une branche politique et d'une branche armée, les brigades Izz al-Din al-Qassam.

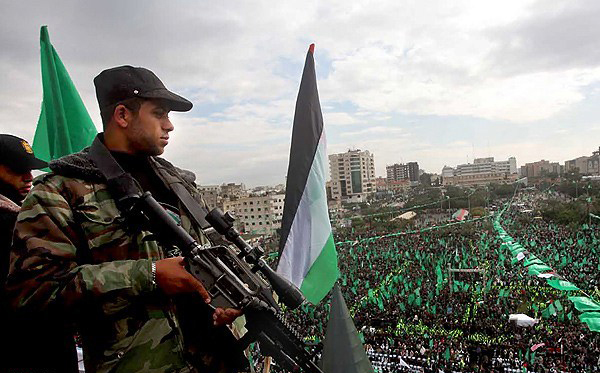
Célébration du 25e anniversaire du Hamas à Gaza (2012)

Le Hamas a été fondé en 1987 après la première intifada en tant que branche politique et militante des Frères musulmans palestiniens pour lutter contre l'occupation israélienne,,. Selon sa charte fondatrice (1988), qui prône la destruction d'Israël, et les principes généraux et politiques qui la remplacent en 2017, le Hamas se définit comme un groupe de résistance fondé pour libérer la Palestine de l'occupation israélienne,.
Le Hamas est principalement actif dans la bande de Gaza qu'il administre seul depuis juin 2007, après sa victoire aux élections législatives de 2006 et l'éviction de l'Autorité nationale palestinienne à la suite d'un bref conflit, et faute d’élections depuis.
Le Hamas est classé comme organisation terroriste par une trentaine de pays, quasi-exclusivement occidentaux, notamment les États-Unis, le Canada, l'Union européenne,, le Royaume-Uni, l'Australie, la Confédération suisse ou encore le Japon.
Néanmoins, la majorité des États membres de l'ONU ne classent pas le Hamas parmi les organisations terroristes, à l'instar de la Chine, la Russie, le Brésil ou la Norvège. Quasiment aucun des pays arabo-musulmans, d'Afrique, d'Amérique du Sud ou d'Asie ne considère le Hamas comme une organisation terroriste. Le président turc Erdoğan le considère comme un mouvement de libération nationale .
L'Iran est le principal soutien du Hamas. Par le biais des gardiens de la révolution islamique, il lui apporte un important soutien logistique, militaire et financier. Le Qatar accueille sur son sol depuis 2012 Khaled Mechaal, ancien chef du mouvement et Ismaël Haniyeh, chef du bureau politique du mouvement jusqu'à son assassinat le 31 juillet 2024 à Téhéran en Iran. Yahya Sinwar sera nommé chef du bureau politique du Hamas en remplacement de ce dernier. Il exercera la fonction pendant 2 mois avant d'être éliminé au combat à Gaza, le 16 octobre 2024.
En réponse à des tirs de roquettes répétés sur Israël depuis l'accession du Hamas au pouvoir en 2007 dans la bande de Gaza, on compte 5 épisodes de guerre entre Israël et le Hamas : en 2008-2009, en 2012, en 2014, en 2021 et depuis 2023,

## Présentation
Le Hamas a été fondé en 1987 après la première intifada en tant que branche politique et militante des Frères musulmans palestiniens pour lutter contre l'occupation israélienne,,. Selon sa Charte fondatrice (1988) et les principes généraux et politiques qui la remplacent en 2017, le Hamas se définit comme un groupe de résistance fondé pour libérer la Palestine de l'occupation israélienne,.
Le Hamas trouve son inspiration notamment dans l'occupation de Gaza par l'Égypte en 1948,. Sa naissance est accompagnée de la création de son aile militaire, les brigades Ezzedine el Qassam, qui participent activement à l’Intifada, tout en tentant d'empêcher le processus de paix d’Oslo, en menant une série d’attentats kamikazes en Israël.
Les Frères musulmans, principaux opposants du président égyptien Gamal Abdel Nasser, s'étaient implantés sur tout le territoire de son pays. En 1967, à la suite de la guerre des Six Jours, les Égyptiens ont perdu le contrôle de la bande de Gaza.
Israël trouve comme interlocuteur les Frères musulmans, seule force politique organisée à Gaza. Il accepte ainsi leur demande de financer un réseau de mosquées, en échange d'un apaisement,.
À l'époque, Israël est impliqué au nord dans la guerre du Liban et combat l'Organisation de libération de la Palestine (OLP) qui multiplie les attentats sur le territoire israélien,.
En 1987, plusieurs frères musulmans de Gaza forment le Hamas. La nouvelle organisation appelle rapidement au jihad pour instaurer un état islamique.
Dans le cadre du conflit israélo-palestinien, le Hamas se définit lui-même comme mouvement trouvant ses principes dans le Coran et se battant au nom de l'islam.
Les militants du Hamas, dont ceux des brigades Izz al-Din al-Qassam, prennent pour cibles aussi bien les militaires que les civils israéliens.
Entre avril 1993 et 2005, le Hamas organise plusieurs dizaines d'attentats-suicides visant essentiellement des civils. Il déclare en avril 2006 renoncer à ce type d'actions, préférant tirer des roquettes Qassam et des missiles Grad sur des villes israéliennes dont Sdérot, Ashdod, Ashkelon et Beer-Sheva, proches de la bande de Gaza.
Le 7 octobre 2023, le Hamas organise une attaque contre Israël, principalement des localités proches de la bande de Gaza, d'une envergure inédite, causant la mort de près de 1 200 personnes sur le sol israélien et enlevant 250 otages, ce qui déclenche la guerre à Gaza à travers l'engagement d'Israël d’« anéantir » le Hamas,,.
Le Hamas, considéré par Forbes (magazine) comme l'une des organisations terroristes les plus riches au monde, est financé par plusieurs pays musulmans et un réseau d'associations caritatives à vocation humanitaire en faveur de la Palestine, réparties dans le monde.
Sur le plan géopolitique, le Hamas est considéré comme un allié du Hezbollah et de l'Iran au sein de l'Axe de la résistance contre Israël, l'Occident et l'Arabie saoudite.
L'Iran fournit au Hamas armement, entraînement et financement,,. La lutte contre Israël est un élément central de l'idéologie du pouvoir iranien,, afin de se légitimer auprès des masses,. Le Hamas entretient aussi des liens proches avec le Qatar. Les dirigeants du Hamas et leurs familles habitent Doha,.
Toutefois, lors de la guerre civile syrienne (débutée en 2011), le Hamas, installé en Syrie et bien qu'originellement appuyé par le régime syrien depuis sa création, soutient l'opposition syrienne entre 2012 et 2017 contre le gouvernement syrien de Bachar al-Assad, allié de l'Iran et du Hezbollah et membre clé de l'Axe de la résistance. Il fonde notamment le groupe rebelle Aknaf Beit al-Maqdess qui se bat contre le Front populaire de libération de la Palestine-Commandement général (FPLP-CG), un autre groupe palestinien fidèle au régime syrien. C'est pourquoi le Hamas quitte la Syrie en 2012 pour s'installer au Qatar tandis que le Hezbollah continue à soutenir le régime de Bachar Al-Assad. Hamas et Hezbollah restent toutefois alliés dans leur lutte contre Israël.
Dans le cadre de la guerre civile yéménite (2014-2017), le Hamas soutient le gouvernement yéménite contre les rebelles Houthis, eux aussi membres de l'Axe de la résistance. En conséquence, l'Iran finance le Front populaire pour la libération de la Palestine (FPLP), laïc, qui a exprimé son soutien au régime syrien et rival du Hamas. Le Hamas renoue cependant avec l'Iran à partir de 2017 et avec le régime syrien en 2022, réintégrant l'alliance des Dix de Damas.

## Cadre

Drapeau du Hamas.

### Nom
Le Hamas (en arabe : حماس) est l'acronyme partiel de harakat al-muqâwama al-'islâmiya (en arabe : حركة المقاومة الإسلامية, littéralement « Mouvement de résistance islamique »). Le terme Hamas en lui-même signifie littéralement « zèle », « enthousiasme », « ferveur », voire « exaltation ».

### Emblème

Emblème du Hamas.

L'emblème du Hamas représente la mosquée du dôme du Rocher, située à Jérusalem. Deux drapeaux palestiniens de forme semi-circulaire entourent le Dôme. Le drapeau de droite porte la phrase musulmane « Il n'y a qu'un Dieu, Allah », et celui de gauche « Mahomet est le messager d'Allah. » Deux sabres croisés encadrent la base du Dôme. Au-dessus de cette illustration, une carte montre la Palestine. En dessous, on peut lire « Palestine » et, plus bas encore, « Mouvement de la résistance islamique-Hamas ».
La carte illustre la volonté du mouvement de récupérer la Palestine en totalité, et non dans les frontières de 1967.

### Slogan
Le slogan du Hamas, tel qu'il est déclaré dans l'article 8 de sa charte, reflète la centralité du Jihad violent — la résistance sanctionnée par la religion contre les ennemis présumés de l'islam — à ses stratégies :

« Allah est sa cible, le Prophète est son modèle, le Coran sa constitution : le jihad est son chemin et la mort pour l'amour d'Allah est le plus élevé de ses souhaits. »

### Charte du Hamas
La charte du Hamas a été adoptée le 18 août 1988. Elle comprend le programme et les objectifs originels du mouvement : l'institution d'un État palestinien, la libération des territoires palestiniens occupés et l'élimination de l’État d'Israël. Appelant au jihad contre les Juifs, elle abonde également en références antisémites,,,. Le Hamas définit son idéologie comme islamiste. Cette charte identifie le Hamas comme étant une branche des Frères musulmans en Palestine et déclare que ses membres sont des musulmans qui « craignent Allah et élèvent la bannière du Jihad face aux oppresseurs »[source secondaire nécessaire]. L'organisation appelle à la création « d'un État islamique en Palestine » à la place d'Israël[source secondaire nécessaire],. Selon le Hamas, le massacre et l'exil des Juifs de Khaybar (actuelle Arabie saoudite) évoqués dans le Coran se reproduira contre Israël[réf. à confirmer].
Le chercheur Gilles Paris observe que le Hamas « module ses positions » à partir des années 1990 au gré des circonstances. En 2011, l'organisation précise que cette charte « conserve sa valeur d'autorité », mais ne doit pas être interprétée de façon littérale.

En 2017, la charte du Hamas est amendée (voir infra). Le nouveau texte vise à marquer un infléchissement de sa ligne idéologique. Il abandonne toute référence au mouvement des Frères musulmans, désavoue les accords d'Oslo et rejette également la déclaration Balfour de 1917 ainsi que le plan de partage de la Palestine élaboré par le Comité spécial des Nations unies sur la Palestine (UNSCOP) créé par l'Assemblée générale de l'ONU, et approuvé par cette dernière à New York, par le vote de sa résolution 181. Israël n'est pas reconnu ni mentionné et est toujours appelé l'entité sioniste. Si le texte ne comporte plus de passages explicitement antisémites, il désigne toutefois Israël comme une entité « illégitime » et « illégale » et le sionisme comme un « ennemi de la nation arabe et islamique ».

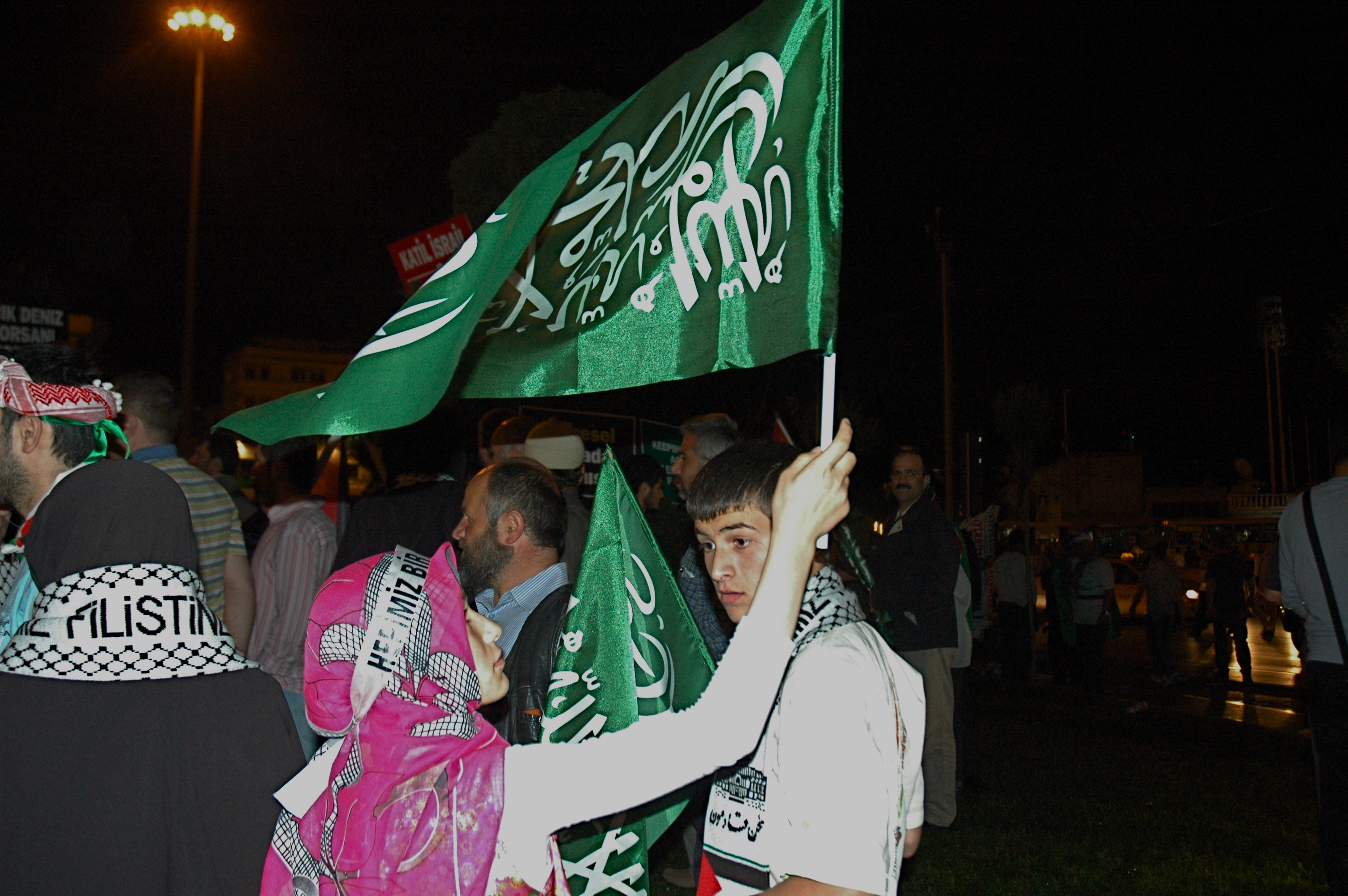
Manifestante portant haut le drapeau du Hamas, Istanbul (Turquie)

La charte suscite la controverse. Certains analystes comme Gilbert Achcar, en 2006, estiment que le contenu de la charte ne reflète plus les positions actuelles du mouvement qui ont évolué depuis 1988 notamment dans ses déclarations officielles,,,. L'universitaire allemand Bassam Tibi estime pour sa part, en 2013, que la charte du Hamas est toujours d'actualité et qu'elle exprime « l'agenda antisémite d'une organisation présentée à tort comme un mouvement de libération ». Il considère que l'antisémitisme de la charte traduit une « idéologie génocidaire » et pourrait entrainer un nouvel Holocauste.

### Amendement de 2017
En 2017, un nouveau document est rédigé et s'ajoute à la charte originelle de 1988, qui ne sera pas abandonnée. Document en 42 points, la charte amendée est dévoilée le 1er mai à Doha avant l'annonce du vainqueur des élections internes pour remplacer le chef du Hamas en exil Khaled Mechaal.
Ce document ne fait plus mention des Frères musulmans dont le Hamas est issu, alors qu'ils sont cités à plusieurs reprises dans la charte initiale.
Les principales modifications sont la reconnaissance de l'État de Palestine dans les frontières de 1967 avec pour capitale Jérusalem, avec le retour des réfugiés et des déplacés palestiniens, et la différence faite entre les juifs comme communauté religieuse d'une part, et le projet sioniste avec l'occupation d'autre part. Le texte insiste sur le fait que le conflit avec Israël est « politique et non religieux » et modifie les références historiques du Hamas. Ainsi, le nouveau document affirme que le Hamas ne combat pas « les juifs parce qu'ils sont juifs » mais lutte contre « les sionistes qui occupent la Palestine ».
Cette modification de la charte a pour objectif un meilleur dialogue avec l'Organisation de libération de la Palestine (OLP), ainsi que la communauté internationale. Dans le document rendu public en arabe et en anglais, que le mouvement a adjoint à sa charte rédigée en 1988, le Hamas estime que « l’établissement d'un État palestinien entièrement souverain et indépendant dans les frontières du 4 juin 1967, avec Jérusalem pour capitale, (…) est une formule de consensus national ».
« Officiellement, le document ne se substitue pas à cette charte. Mais de nombreux analystes voient en lui un nouveau manifeste de référence appelé à faire oublier le texte historique réclamant la destruction d'Israël ». Des diplomates occidentaux s'interrogent sur la concrétisation des amendements apportés par le Hamas. En parallèle, ils notent que le Hamas refuse toujours d'accéder aux exigences primordiales de reconnaissance d'Israël ou de renonciation à la lutte armée. Pour la chercheuse en sciences politiques associée à l'Observatoire des Mondes Arabes et Musulmans, Leila Seurat, ce document est une « sorte de plan marketing »,.

### Buts
Selon sa Charte fondatrice (1988) et les principes généraux et politiques qui la remplacent en 2017, le Hamas se définit comme un groupe de résistance fondé pour libérer la Palestine de l'occupation israélienne,.
Le Hamas a connu un développement politique important depuis sa création, passant d’une organisation révolutionnaire à un acteur puissant d’opposition gouvernementale. Ce développement a entraîné des changements dans la rhétorique idéologique du Hamas,,,.
La rhétorique idéologique est passée d’une notion offensive de résistance fondée sur l’antagonisme religieux visant à la destruction d’Israël pour libérer la Palestine,,, à une position défensive et politique de résistance contre une occupation illégale,,,,, qui de facto reconnait l’existence d’Israël,.
Sa fondation a pour but d'éliminer l'État d'Israël et d'établir à sa place un état islamique dans tout ce qui était autrefois la Palestine sous mandat britannique (territoire comprenant aujourd'hui Israël, la Cisjordanie et la bande de Gaza).
Selon le sociologue Matthiew Levitt, « le Hamas cherche également à contrer ce qu'il perçoit comme la sécularisation et l'occidentalisation de la société arabe, et à devenir internationalement reconnu comme le seul représentant du peuple palestinien, une distinction détenue par l'Organisation de libération de la Palestine (OLP) depuis la conférence de la Ligue arabe de 1974 à Rabat ».
Pour atteindre ses objectifs, les efforts du Hamas se déploient sur trois volets : une activité d'aide sociale renforçant le soutien de la base à l'organisation, une activité politique rivalisant avec l'OLP laïque et l'Autorité palestinienne (AP), et des attaques de guérilla et terroristes ciblant les soldats et les civils israéliens.
Il entérine en mai 2017 un programme qui envisage un état palestinien sur la base des frontières de 1967, soit en Cisjordanie et dans la bande de Gaza, se ralliant ainsi à la solution à deux États.

## Histoire

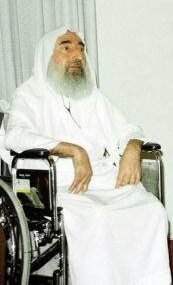
Cheikh Ahmed Yassin (1998)

Selon la biographie semi-officielle du Hamas, Truth and existence,, l'histoire du mouvement s'articule autour de quatre grandes étapes ou périodes :
1. 1967-1976 : création et développement des Frères musulmans dans la bande de Gaza ; en 1973, le cheikh Ahmed Yassine fonde le Centre islamique (Al-Moujamaa al-Islami) à Gaza, ramification activiste palestinienne des Frères musulmans, qui évolue dans l'orbite de l'Université islamique de Gaza[70] ;
2. 1976-1981 : expansion géographique à travers la participation de groupes plus expérimentés dans la bande de Gaza et en Cisjordanie et création d'institutions comme al-Mujamma' al-islami (le Centre islamique de Gaza), al-Jam'iyya al-islamiyya et l'université islamique de Gaza ;
3. 1981-1987 : influence politique à travers l'introduction de mécanismes d'action et la préparation au combat armé ;
4. 1987 : fondation par Ahmed Yassine du Hamas en tant que bras armé des « Frères musulmans » en Palestine[107].

Pour l'historien arabisant Jean-Pierre Filiu, les origines du mouvement Hamas s'appuient sur deux légendes symétriques : l'une, « officielle », (remontant jusqu'aux années 1930 et au Syrien Ezzedine al-Qassam) qui en fait un mouvement viscéralement indépendant de toute manipulation étrangère (égyptienne ou israélienne) ; l'autre, à l'inverse, qui en fait une simple création des services secrets israéliens, destinée à mettre en échec le Fatah de Yasser Arafat », alors « que la réalité est plus complexe » et ne peut valider ces deux versions romanesques et manichéennes.
De nombreux experts considèrent que l'histoire du Hamas débute seulement avec le tournant des années 1980 lorsque son influence politique commence à s'affirmer. L'abréviation Hamas apparaît pour la première fois en 1987 dans un document accusant les services secrets israéliens.

### Années 1970-1980
Dans les années 1970 et 1980, les Frères musulmans dans la bande de Gaza développent un large réseau de mosquées, d'institutions caritatives, d'écoles, de jardins d'enfants et autres organisations à vocation sociale qui, pour Beverley Milton-Edwards et Stephen Farrell (en) constituent « des graines plantées dans le but de moissonner plus tard, les cœurs, les esprits et les âmes ». Pour le Hamas, « l'élimination de l'entité sioniste » est la condition obligatoire pour la réalisation de son but, l'instauration d'un État palestinien gouverné par les lois de l'islam.
En 1973, sous la direction d'Ahmed Yassine, est créé le al-Mujamma al islam (Centre islamique), qui se consacre à l'islamisation de la société palestinienne. Les activités du groupe se déclinent autour de projets religieux et dans une intense action sociale et communautaire (œuvres sociales, dispensaires médicaux, écoles), ce qui lui permet de gagner en popularité. Il organise parfois des actions violentes contre les partisans des mouvements palestiniens laïcs et de gauche. Il mène ainsi « un combat "anticommuniste" avant d’être anti-israélien ».
La création du Centre islamique est approuvée par l'administration militaire israélienne afin d'affaiblir la gauche palestinienne laïque. Ahmed Yassine défend alors une ligne de coopération avec les autorités d’occupation tandis que l'opposition aux islamistes dans les territoires palestiniens est réprimée par les autorités israéliennes. Le chef spirituel du mouvement, Ahmed Yassine, était le favori des gouverneurs militaires qui, régulièrement, venaient lui rendre visite. Certains officiers israéliens critiquent le soutien de leur hiérarchie au mouvement islamiste mais ils ne sont pas écoutés.
Selon certains analystes, les Frères musulmans palestiniens étaient financés pendant les années 1970 et 1980 directement et indirectement, au titre d'organisation caritative, par différents États comme l'Arabie saoudite et la Syrie, financements qu'Israël a laissé faire car à l'époque, ils n'étaient qu'un mouvement religieux sans actions militaires et ne pratiquant pas d'attentats terroristes contre Israël, à la différence de diverses branches de l'Organisation de libération de la Palestine (OLP). Selon l'historien Zeev Sternhell, c'est même Israël qui a « créé » le Hamas, « en pensant que c'était intelligent de jouer les islamistes contre l'OLP », mais cette vision est contestée par d'autres historiens. L'État hébreu, par ailleurs, a officiellement reconnu ce bras politique et caritatif des Frères musulmans probablement au printemps 1978.
Le mouvement islamiste se développe différemment en Cisjordanie, ne participant pas, notamment, à la création ou au contrôle d'institutions publiques. Les Frères musulmans en Cisjordanie forment alors une partie importante du Mouvement islamique de Jordanie qui fut pendant quelques années un allié du régime hachémite. De plus, les Frères musulmans en Cisjordanie s'appuient sur une classe sociale plus élevée (marchands, propriétaires, employés). Jusqu'au milieu des années 1980, les Frères musulmans prennent des positions essentielles dans les institutions religieuses de la Cisjordanie. En janvier 1983, le « Bloc islamique » remporte 51 % des votes lors des élections estudiantines de l’Université de Gaza.

### De 1987 à 1993
Le déclenchement de la première intifada en 1987 questionne les mouvements religieux palestiniens quant au comportement à adopter. C'est à partir de cette période que Cheikh Yassine décide, sous la pression de ses lieutenants, de passer à la lutte armée. Le Hamas est formé fin 1987 pour constituer « l'aile para-militaire » et palestinienne des Frères musulmans,. Un premier tract est diffusé le 14 décembre 1987, une semaine après le début de la première intifada, sous la signature de Harakæt 'al-Muqæwama 'al-Islæmiyya (Mouvement de la résistance Islamique). Selon sa charte, « le Mouvement de la Résistance Islamique est l'une des ailes des Frères musulmans en Palestine ».
À sa création le Hamas est divisé en deux branches : une politique, et une du renseignement qui en 1992 forme la branche militaire, les brigades Izz al-Din al-Qassam.
Au cours de l'été 1988, le Hamas s'installe en Cisjordanie, publie des communiqués et décide de façon autonome des journées de grève ou d'escalade militaire. Ses appels à la lutte armée trouvent un écho favorable auprès de Palestiniens désabusés par les échecs des tentatives de paix et par les contraintes quotidiennes imposées par l'armée israélienne dans les territoires occupés. Cheikh Yassine justifie le terrorisme comme mode opératoire face à l'occupation israélienne, estimant que l'insécurité affaiblira l’État israélien. Il répète que le Hamas n'arrêtera les attaques suicides qu'à condition que l'armée israélienne cesse « de tuer des femmes, des enfants et des civils innocents ». Les services de renseignement israéliens observent la popularité grandissante du mouvement islamiste : « Plusieurs facteurs sont à l’origine de ce phénomène : l’impasse dans laquelle se trouve le processus diplomatique, la détérioration de la situation économique dans les territoires et l’impression qu’aucune solution au problème palestinien ne se profile à l’horizon. Le Hamas représente donc, en jouant sur les sentiments islamistes, une alternative à l’OLP ». Ahmed Yassine est emprisonné par l'État israélien en 1989 pour meurtre et incitation à la violence, puis relâché au cours d'un échange de prisonniers. Le Hamas est cependant déclaré illégal par Israël en septembre de la même année.
Les premières actions armées du Hamas commencent au début de la première intifada. Dans un premier temps, il s'attaque à des Palestiniens qu'il accuse de collaboration avec l'occupant, puis aux militaires israéliens et, enfin, aux civils israéliens. Le Hamas évolue vers un mouvement politique radical et organise des actions armées. En 1991, le Hamas commet sa première attaque contre des civils israéliens en tuant un résident de la colonie de Kfar Darom dans la bande de Gaza, puis le 16 avril 1993, commence sa campagne d'attentats suicides en Israël en faisant exploser une camionnette entre deux autobus garés près d'une cafétéria à Mehola dans la vallée du Jourdain, tuant l'employé palestinien de la cafétéria - la cinquantaine de passagers des autobus en était sortie peu avant l'explosion,.
Depuis le début des années 1990, le Hamas est soutenu financièrement par l'Iran,. Sur le plan politique le Hamas s'éloigne progressivement de l'islamisme radical au profit du nationalisme. Il remplace son projet d'« État islamique » par un projet de « société islamique », abandonne la rhétorique antijuive et accepte comme résolution au conflit israélo-palestinien soit le principe de deux États, soit d'un seul réunissant Arabes et Juifs.
En décembre 1992, les Israéliens exilent vers le Liban 415 cadres et militaires islamistes palestiniens, comprenant la direction politique du Hamas qui se voit ainsi décapitée. Sa branche militaire très déterminée, avec à sa tête l'artificier Yahia Ayache, reste présente et multiplie les actions contre l'armée israélienne.
Dans les années 1990, tandis que le Fatah renonce à la lutte armée, le Hamas devient le mouvement palestinien le plus actif sur le plan militaire en Palestine et à l'intérieur même d'Israël. Tout comme le Jihad islamique palestinien, il est farouchement hostile aux accords d'Oslo.

### De 1994 à 2004
Le Hamas rejette les accords d'Oslo de septembre 1993 signés entre Israël et l'Autorité palestinienne. Toutefois, dans le même temps, Ahmed Yassine propose une hudna (trêve) si Israël accepte de se retirer des territoires occupés. Mohamed Nazzal, représentant du Hamas en Jordanie souligne que la trêve avec l'ennemi est « un principe sanctionné par la loi islamique, dépendant des circonstances et de l'accord unanime de la direction ». Cela, poursuit-il, ne suppose « ni acceptation de la paix ni reconnaissance du droit des Juifs en Palestine ».
Le 6 avril 1994, un attentat est pour la première fois accompli sur le sol israélien à Afoula, le Hamas affirmant vouloir « venger les martyrs » du caveau des Patriarches de Hébron, tués lors du massacre d'Hébron par Baruch Goldstein,. Un autre attentat-suicide a lieu le 13 avril 1994, suivi par sept autres entre octobre 1994 et août 1995, dont quatre sont revendiquées par le Hamas et trois par le Jihad islamique palestinien. Le Hamas cesse alors ses attentats-suicides, qui reprennent en réaction à l'assassinat de Yahia Ayache, en janvier 1996, lors de l'explosion de son téléphone portable piégé par le Shin Beth. Trois ou quatre attentats-suicides sont ainsi organisés par le Hamas de février à mars 1996 (Sprinzak affirme qu'un des quatre fut revendiqué par le jihad islamique palestinien et non par le Hamas). Trois autres attentats-suicides sont organisés de mars à septembre 1997, puis un autre, isolé, le 29 octobre 1998 à Gaza. Les familles des kamikazes sont financièrement soutenues par l'organisation.
Selon Anthony Cordesman (en), analyste au Center for Strategic and International Studies à Washington et ex-conseiller à la sécurité nationale du sénateur John McCain, « Israël a aidé directement le Hamas car les israéliens voulaient l'utiliser comme un contre-pouvoir au Fatah ». Israël a assassiné des leaders du Fatah, forçant la direction de ce mouvement à déplacer sa direction à Beyrouth au Liban, et l'a  ensuite chassée en Tunisie, laissant ainsi le champ libre au Hamas. La CIA a participé à cet effort, lequel correspondait à son approche de soutien et d'armement de groupes fondamentalistes islamiques afin de combattre l'Union soviétique en Afghanistan et ailleurs dans le monde ; et dans ce cas pour miner le Fatah. La thèse selon laquelle Israël aurait facilité l'existence du Hamas est qualifiée de rumeur absurde et explicitement démentie par Khaled Meshaal, premier dirigeant du Hamas : « ce bobard est véhiculé par des Arabes, des Arabes palestiniens. C'est une tentative de porter atteinte à l'image de notre mouvement. Pour nous, cette accusation est tellement ridicule que nous ne nous donnons même pas la peine de la démentir. C'est tellement illogique ! »… et voici son explication : « durant les années 1970, la principale force qui combattait contre Israël était le mouvement Fatah. Par conséquent, Israël concentrait sa répression militaire contre le Fatah et contre d'autres groupes, moins nombreux, de la résistance palestinienne, qui existaient alors. À l'époque, toutefois, le Hamas n'avait pas encore été réellement créé »[réf. nécessaire]. Depuis les années 1990 et les accords d'Oslo l'OLP reçoit des financements des États-Unis et d'Israël pour l'aider à lutter contre le Hamas,.
Le Hamas profite grandement de la seconde intifada (2000-2005) pour rehausser son prestige à l'intérieur de la bande de Gaza et lance une nouvelle campagne d' attentats-suicides, rivalisant avec le jihad islamique palestinien. Les deux organisations revendiquent ainsi simultanément l'attentat du 9 août 2001 de la pizzeria. En juin 2002, le Hamas revendique l'attentat de Patt Junction.
Le 22 juillet 2002, Salah Shehadeh, l'un des principaux chefs des brigades Izz al-Din al-Qassam, sa branche armée, est éliminé par une bombe d'une tonne larguée dans le cadre de la politique des assassinats ciblés d'Israël. En raison des « dégâts collatéraux » (14 civils morts et 150 blessés), des procédures judiciaires, toujours en cours, sont enclenchées en Israël, la Cour suprême étant saisie de l'affaire, ainsi qu'en Espagne, en 2009, en vertu de la loi de compétence universelle. Le Hamas, quant à lui, riposte par l'attentat du 31 juillet 2002 à l'université hébraïque de Jérusalem, qui fait neuf morts.

### À partir de 2004
Le chef historique du mouvement, Ahmed Yassine, est tué lors d'une attaque ciblée de l'armée israélienne le 22 mars 2004, sur ordre d'Ariel Sharon. Divers pays (à l'exception notable des États-Unis), ont condamné l'assassinat d'Ahmed Yassine, critiquant son caractère extra-judiciaire et estimant qu'il risquait de conduire à une nouvelle escalade,. Durant les protestations en Cisjordanie et à Gaza, de violents accrochages ont opposé des manifestants en colère à des soldats israéliens. Des manifestations, dispersées à coups de balles caoutchoutées et de grenades lacrymogènes, ont eu lieu dans toutes les villes occupées, faisant deux morts et des dizaines de blessés. Quelque 200 000 Palestiniens participent aux funérailles du cheikh Yassine à Gaza.

#### La succession d'Ahmed Yassine
Le successeur de Yassine, Abdel Aziz al-Rantissi, est également assassiné quelques jours après sa désignation. Le changement de direction à la tête du Hamas entraîne un changement de stratégie du mouvement qui commence à s'impliquer davantage dans la vie politique. Des représentants du Hamas se présentent aux élections municipales palestiniennes de 2005. Le succès aux municipales fait alors apparaître le Hamas comme une opposition importante face au Fatah, un an avant les législatives prévues pour janvier 2006.
Il observe dans le même temps une accalmie ou un amoindrissement des hostilités dans les attentats depuis l'attaque dans la ville de Beer-Sheva en août 2004 (15 morts et 125 blessés), mais a cependant lancé une attaque au même arrêt d'autobus en août 2005 (7 blessés). Il a également revendiqué les tirs de roquettes effectués depuis la bande de Gaza. Selon les Israéliens, 2 990 attaques ont été menées contre Israël en 2005.
En 2006, Khaled Meshaal, le principal responsable du Hamas, déclarait : « Je pense que le monde occidental doit avoir compris, aujourd'hui, que le Hamas ne reconnaîtra jamais Israël. », il le nuançait ainsi « nous acceptons aujourd'hui d'édifier un État palestinien à l'intérieur des frontières de 1967. Mais cela ne signifie nullement que nous reconnaissions Israël. Mais nous sommes prêts à conclure une trêve sur le long terme avec lui. En acceptant le statut d'Israël, sans pour autant le reconnaître ».

#### Élections législatives de 2006

Parlement palestinien après les élections de janvier 2006.

Le 26 janvier 2006, le Hamas remporte les élections législatives palestiniennes. Il obtient 56 % des suffrages, ce qui lui donne une majorité parlementaire de 74 sièges sur 132. Le Hamas ravit ainsi la majorité au Fatah. Ismaël Haniyeh est désigné par le Hamas pour former un nouveau cabinet de l'Autorité palestinienne.
Les élections sont tenues tardivement du fait des violences et de la situation instable qui dure depuis les années 2000. Elles sont organisées avec la participation de plus d'un millier d'observateurs internationaux, du National Democratic Institue et des représentants du monde arabe. L'organisation Arab Thougt Forum propose un code de conduite qui est accepté par tous les partis politiques, excepté le jihad islamique. Les envoyés de l'UE rapportent quelques problèmes, mais rien qui puisse indiquer une fraude électorale majeure. Cette victoire du Hamas est possible dans la mesure où ses dirigeants ne sont pas soupçonnés de corruption, grâce aux actions sociales qu'ils dirigent et à leur programme politique. Les listes du Hamas comportaient des candidats chrétiens.
Le président de l'Autorité palestinienne, Mahmoud Abbas, invite le Hamas à former le nouveau gouvernement. Ce résultat est perçu comme un net retour en arrière par les gouvernements étrangers qui jouaient le rôle de médiateurs dans le conflit israélo-palestinien[réf. nécessaire]. Les États-Unis déclarent qu'ils ne traiteront pas avec le Hamas tant qu'il ne renoncera pas à ses objectifs militaires, et seulement lorsqu'il reconnaîtra le droit à l'existence d'Israël ; ce qui est en contradiction avec la charte actuelle du mouvement. Dans le même temps, l'ancien président israélien Moshe Katsav et l'ancien Premier ministre Shimon Peres ont tous deux déclaré que si le Hamas reconnaissait l'existence d'Israël et abandonnait le terrorisme, Israël négocierait avec ce mouvement.

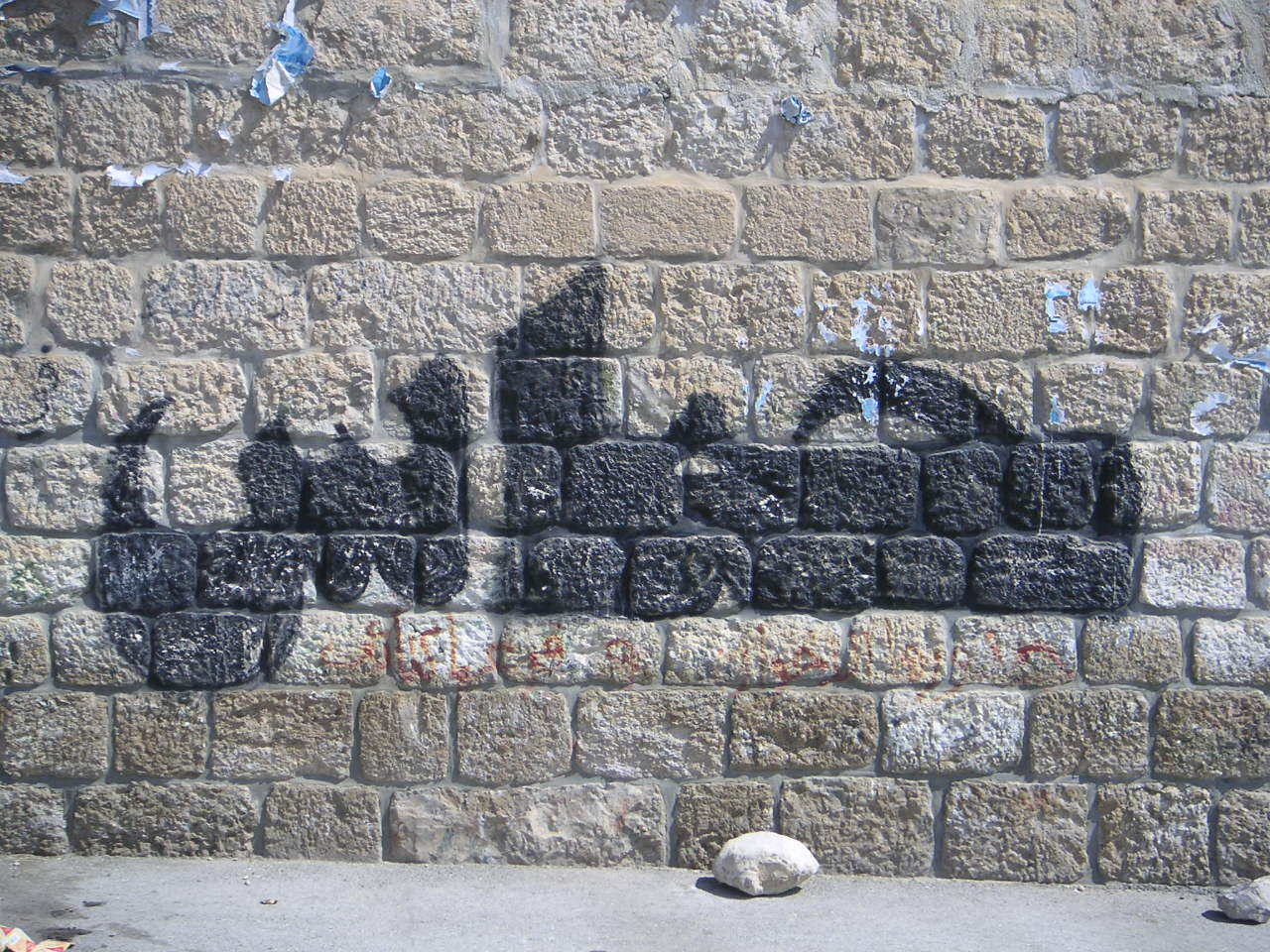
Graffiti حماس (Hamas) sur un mur (2006).

Pendant la durée de la campagne législative palestinienne, le Hamas demande à l'UE des fonds et promet de ne pas utiliser les aides internationales dans leur campagne de destruction d'Israël. Plusieurs commentateurs et médias israéliens précisent néanmoins que ses dirigeants ne renoncent pas à cet objectif. Pendant cette campagne, le Hamas a revendiqué également ses actions passées, notamment les attaques terroristes menées en Israël, à Gaza et en Cisjordanie, qui d'après le mouvement sont la cause de l'évacuation des Israéliens de la bande de Gaza. Ainsi, il a placé sur ses listes des personnes comme Mariam Farahat (en), la mère d'un kamikaze et qui a participé à un attentat-suicide organisé par le Hamas.
En février 2006, Khaled Mechaal, chef du bureau politique du Hamas, réitère la proposition de Hudna (en) et de mettre fin à la « lutte armée » si Israël se retire de tous les territoires occupés et reconnaît les droits du peuple palestinien. Le Premier ministre israélien par intérim, Ehud Olmert, exclut de négocier avec le Hamas : « Nous ne négocierons pas et nous ne traiterons pas avec une Autorité palestinienne dominée totalement ou partiellement par une organisation terroriste armée appelant à la destruction de l'État d'Israël ». L'objectif du Hamas est l'établissement d'un État islamique souverain sur toute la Palestine, cependant le Hamas est prêt à accepter dans un premier temps le territoire actuellement constitué de Jérusalem-Est, la bande de Gaza et la Cisjordanie (d'après les frontières d'avant 1967). Dans l'accomplissement de ce but, le Hamas soutient son droit à la lutte armée.

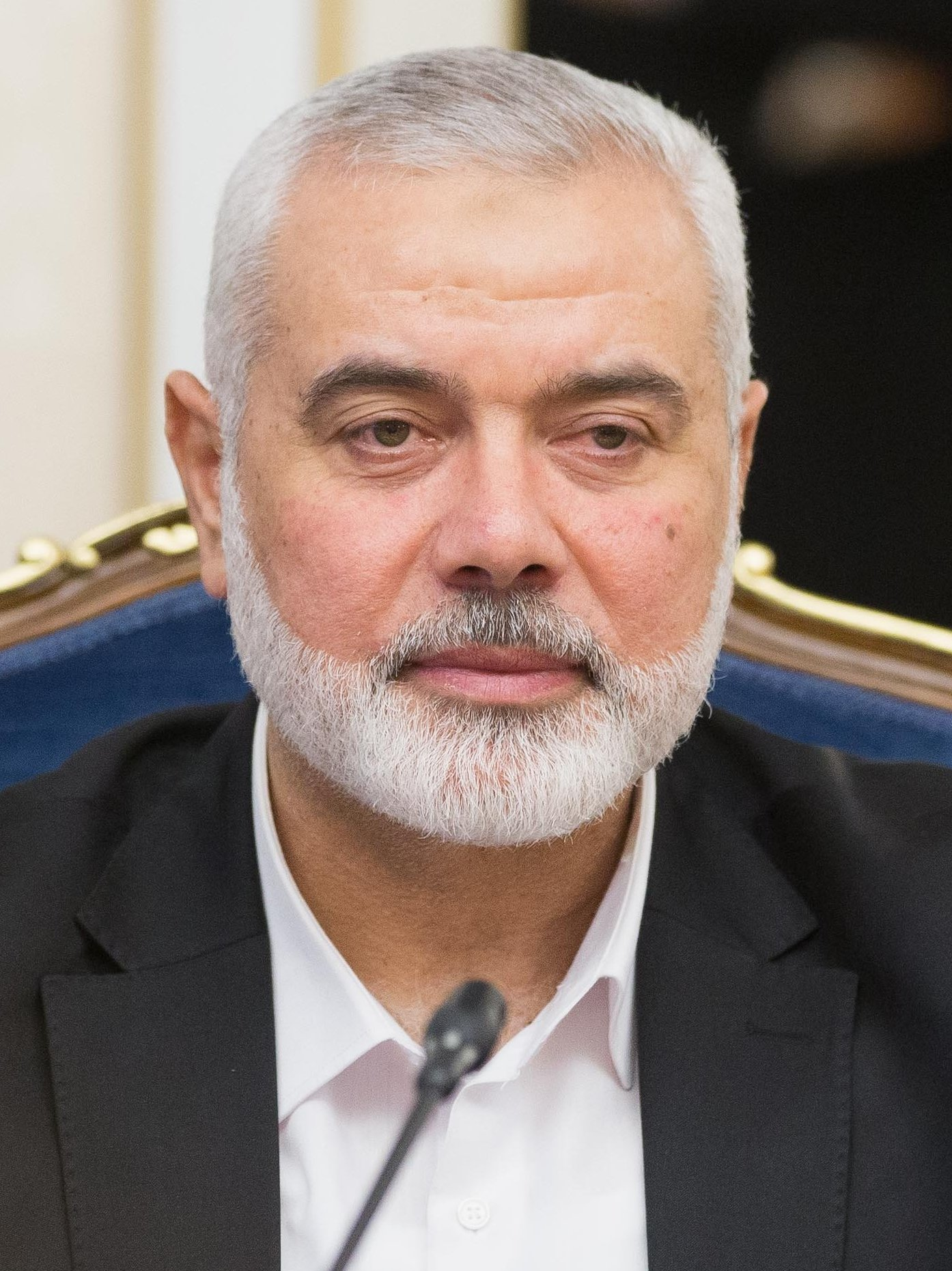
Ismaïl Haniyeh (2020)

Selon certains médias, Abdel Aziz al-Rantissi, l'un des cofondateurs du Hamas, éliminé par Israël comme son prédécesseur Ahmed Yassine, a affirmé que le but de l'organisation était d'« effacer Israël de la carte ». Toutefois, ces affirmations en contredisent d'autres, et on se référera à la section sur l'idéologie du Hamas et à la Charte du Hamas pour tenter d'éclairer ce point.
Depuis l'élection ayant porté au pouvoir le Hamas, une rupture des subventions internationales ainsi que des attaques bilatérales entre les deux principales factions palestiniennes s'ensuivent, soit le Fatah du président Mahmoud Abbas et le Hamas du premier ministre Ismaël Haniyeh. Constatant l'échec des négociations Fatah-Hamas, le Président Abbas menace à la mi-décembre de déclencher des élections législatives anticipées. Le Hamas rejette la décision d'appeler à de nouvelles élections législatives. Les négociations aboutissent en février 2007 à un accord sur un gouvernement d'union nationale palestinien entre Hamas et Fatah.

#### Prise du pouvoir et conflit avec le Fatah
Malgré l'accord entre le Hamas et le Fatah, Mohammed Dahlan, chef de la Sécurité intérieure (membre du Fatah), accentue les tensions et les amplifie pour leur faire atteindre leur paroxysme en juin 2007. L'administration Bush mène une opération clandestine afin de permettre au Fatah de reprendre par les armes le pouvoir après la victoire électorale du Hamas. Le plan visait à aider Mohamed Dahlan, équipé avec des armes fournies par les Etats-Unis, à écarter du pouvoir le Hamas par un coup d’État. La secrétaire d’État américaine Condoleezza Rice a elle-même téléphoné aux dirigeants de l’Égypte, de la Jordanie, de l'Arabie Saoudite et des Émirats arabes unis pour leur demander de participer au programme d’armement du Fatah, et notamment de fournir le financement nécessaire à verser directement sur des comptes liés au président palestinien. En réponse à ce plan, le 15 juin 2007, les forces du Hamas prennent le contrôle de la bande de Gaza, évinçant totalement le Fatah du territoire après des combats.
Cette confrontation débouche sur des affrontements violents. Au moins 116 Palestiniens ont été tués dans les combats à Gaza de janvier 2006 à mai 2007. Encore en novembre 2007, le Hamas ouvre le feu sur une foule de manifestants palestiniens de la bande de Gaza réunie pour commémorer l'anniversaire de la mort de Yasser Arafat, en scandant « des slogans contre le mouvement islamiste tels que «Assassins, chiites», en allusion au soutien apporté par l'Iran au Hamas ».

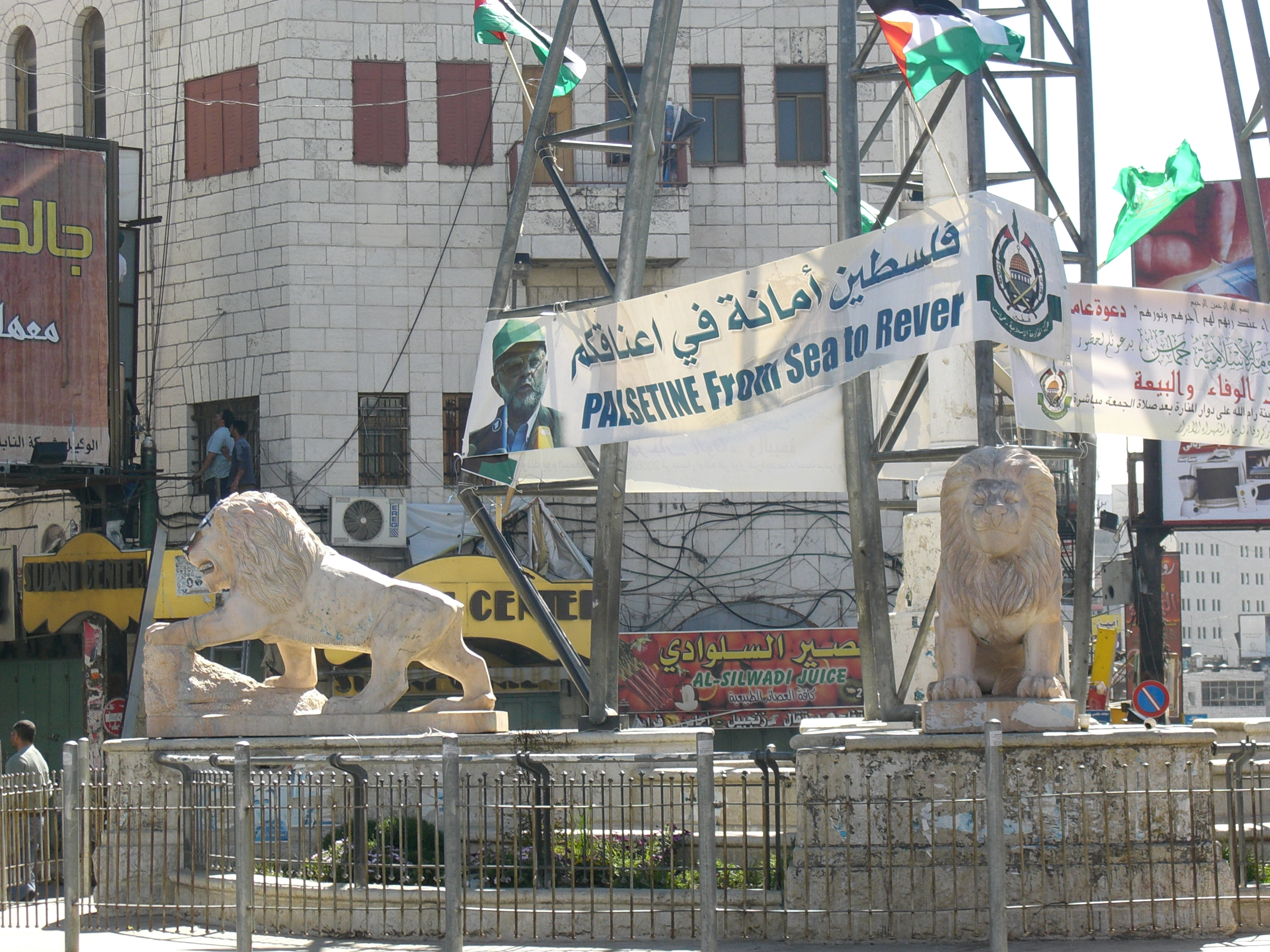
Banderole du Hamas à Ramallah : « De la mer (Méditerranée) au fleuve (Jourdain) » (2007).

En conséquence le 17 juin, le président Mahmoud Abbas limoge Ismaël Haniyeh de son poste de Premier ministre, nommant à sa place le ministre des Finances Salam Fayyad. Ce nouveau gouvernement siégeant à Ramallah et contrôlant la Cisjordanie n'est pas reconnu par le Hamas, car la Loi fondamentale impose au président en cas de limogeage du Premier ministre, de le remplacer par un membre de la majorité parlementaire, à savoir le Hamas, or le parti de Salam Fayyad n'a obtenu que 2 % des sièges aux législatives contre 56 % pour le Hamas, ce qui mène à la scission de fait des territoires palestiniens en deux entités distinctes.
Ainsi, après sa victoire aux législatives palestiniennes de 2006, le Hamas gouverne sans partage les deux cinquièmes des Palestiniens dans ces territoires.
À la suite de ces événements, des divergences apparaissent au sein du Fatah, resté au pouvoir en Cisjordanie quant à l'attitude à adopter. Abbas refuse catégoriquement tout « dialogue avec les putschistes, les assassins, les terroristes », qualifiant la prise de contrôle du Hamas de « plan pour diviser Gaza et la Cisjordanie et établir un Émirat, un mini-État, contrôlé par un seul groupe, ses fanatiques et ses fondamentalistes ». D'autres, tel Marwan Barghouti, critiquent fermement le coup de force du Hamas à Gaza, tentant cependant de conserver l'objectif de l'unité des Palestiniens.

#### Guerre de Gaza de 2008-2009
Alors qu'une trêve entre le Hamas et Israël a été décrétée le 16 juin 2008 pour une durée de six mois reconductible, Israël procède à plusieurs incursions à Gaza en justifiant ces dernières par la présence de combattants à sa frontière avec Gaza[réf. nécessaire]. Khaled Mechaal, en exil à Damas, a déclaré : « Sachant que l'ennemi ne respecte pas ses engagements et que le siège (de Gaza) est toujours en place contre notre peuple, pour le Hamas, et je pense la majorité des forces, la trêve prend fin après le 19 décembre et ne sera pas renouvelée ». Le 4 novembre 2008, la trêve est définitivement rompue après une attaque aérienne israélienne sur la bande de Gaza tuant 7 militants du Hamas. Le mouvement islamiste répond à son tour en tirant des roquettes sur le sud d'Israël. Ainsi, plus de 80 roquettes et tirs de mortiers touchent, le 24 décembre 2008, des villes israéliennes voisines de la bande de Gaza.
Israël invoque la légitime défense face aux tirs de roquettes du Hamas et menace d'une offensive terrestre pour cesser les tirs.
Le samedi 27 décembre 2008 à 11 h 30 du matin UTC+2 (9 h 30 du matin UTC), Israël débute l'opération Plomb durci, caractérisée par des raids et bombardements aériens ciblés, et poursuivie par une offensive terrestre lancée le 3 janvier 2009.
Il s'agit de l'attaque israélienne la plus meurtrière jusqu'alors jamais menée contre la bande de Gaza. Les trois semaines de bombardements et d'offensive terrestre ont fait près de 1 400 morts côté palestinien, principalement des civils parmi lesquels 300 enfants, et 13 morts côté israélien. L'opération a par ailleurs fait plus de 5 000 blessés dans la bande de Gaza. Cette opération militaire a suscité des réprobations, citant le caractère jugé disproportionné de l'offensive israélienne, du nombre de victimes civiles parmi les Palestiniens, et des controverses sur l'armement israélien. Un rapport de l’ONU estime l'armée israélienne coupable de crimes de guerre voire de crimes contre l'humanité au cours de cette offensive, estimant qu'elle avait une stratégie « conçue pour punir, humilier et terroriser la population civile ».

### Accords de réconciliation (2011 et 2012)

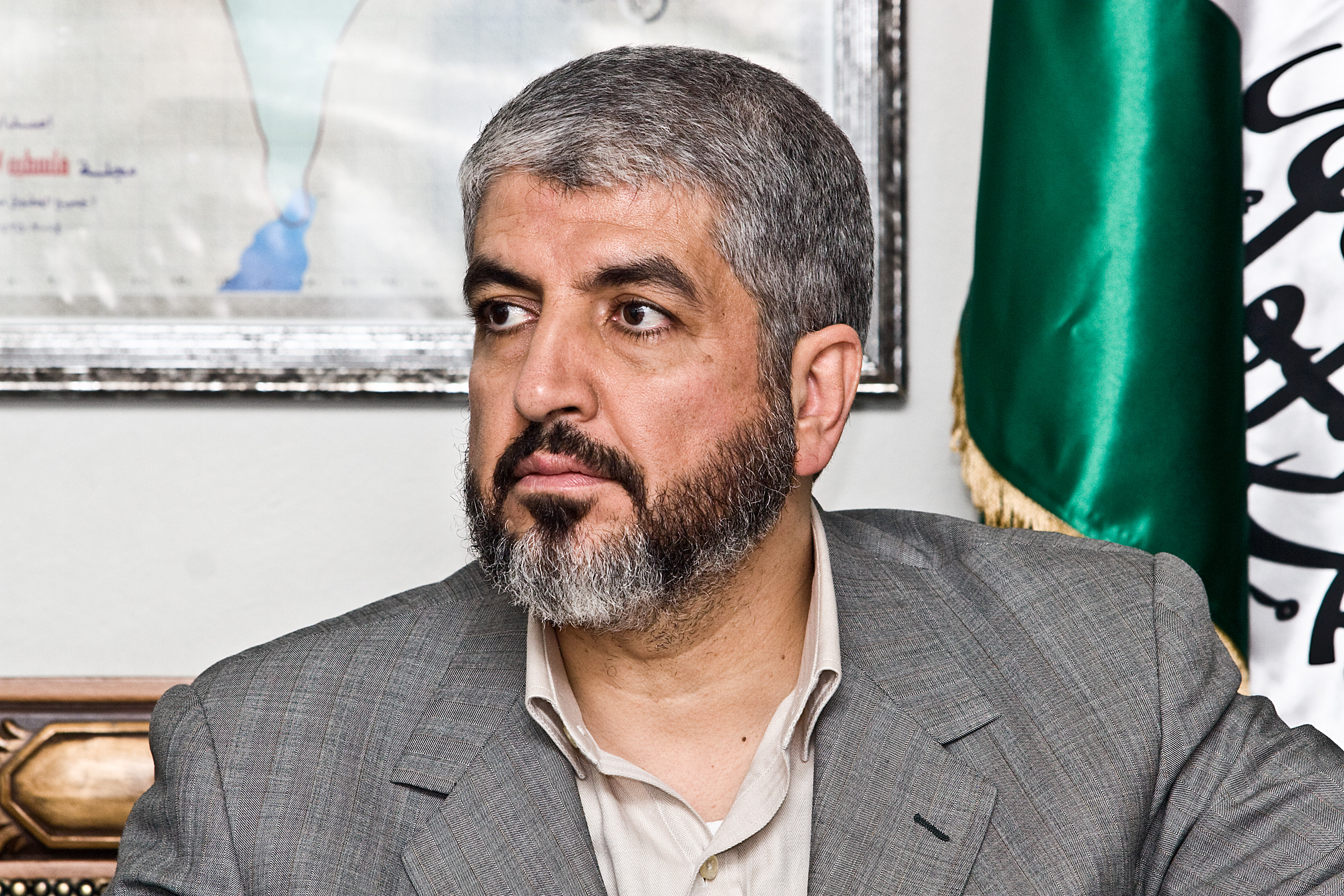
Khaled Mechaal, dirigeant du Hamas de 1996 à 2017.

Le 27 avril 2011, le Fatah et le Hamas concluent un accord de réconciliation en vue des élections générales prévues dans l'année. Toutefois cet accord comme les précédents n'a pas abouti concrètement. Un protocole signé en mai 2011 au Caire, prévoyait « la formation d'un gouvernement transitoire d'indépendants pour préparer les élections » mais, le Hamas a rejeté le Premier ministre désigné par Mahmoud Abbas. Afin de résoudre le conflit, le président palestinien a proposé en février 2012 à Doha d'occuper aussi cette fonction. Cette proposition a été acceptée par Khaled Mechaal, mais elle a été refusée par une partie des dirigeants islamistes de Gaza qui sont en désaccord avec la stratégie de Mechaal, dirigeant en exil à Damas. Ils lui reprochent de s'être prononcé « pour un État palestinien à côté - et non à la place - d'Israël et de préférer désormais la "résistance populaire pacifique" à la lutte armée ». En réaction, Ismaël Haniyeh a affirmé à Téhéran que « le Hamas ne reconnaîtra jamais Israël ».
Les dirigeants du Hamas à Gaza tentent de négocier la paix avec Israël afin de permettre le développement économique du territoire palestinien assiégé. Les services de sécurité du gouvernement de Gaza tentent d’empêcher les mouvements armés, comme le jihad islamique palestinien, de mener des attaques contre Israël. Après s’être rapproché du Qatar, le gouvernement de Gaza obtient de la Banque de Développement Islamique une première tranche de 137 millions de dollars pour créer des routes, construire des écoles, et engager des projets d’assainissement. Le programme des Nations Unies pour le développement accepte de superviser ces projets sous réserve que les matériaux de construction entrent légalement à Gaza ; ce à quoi Israël donne son accord. Ces efforts de rapprochement avec Israël seront ruinés par la guerre de Gaza de 2012, déclenchée par l'assassinat du commandant de la branche militaire du Hamas, Ahmed Jaabari, auquel Israël reprochait d'avoir échoué à faire completement cesser les tirs de roquettes par des factions palestiniennes.

### Confrontations entre le Hamas et Israël en 2012
En 2012 se sont déroulées une succession d'attaques et de représailles entre le Hamas, le jihad islamique, les comités de résistance populaire et diverses factions salafistes et de la mouvance Al-Qaïda de la bande de Gaza et l'Armée de défense d'Israël.

#### Guerre de Gaza de 2012
L'opération Colonne de nuée est une opération militaire menée par l'Armée de défense d'Israël dans la bande de Gaza qui a commencé le 14 novembre 2012. Elle fait suite à une série d'assassinats ciblés visant des dirigeants et militants palestiniens et de tirs de roquettes palestiniennes en direction du territoire israélien.
Cette opération a débuté par un tir d'un missile de l'armée de l'Air israélienne sur la voiture d'Ahmed Jaabari, le chef militaire du Hamas alors qu'il circulait dans l'une des artères principales de la ville de Gaza. Il est tué sur le coup avec l'un de ses fils. Parallèlement, des rampes de lancement souterraines de missiles Fajr 5 d'origine iranienne d'une portée d'environ 75 km,  pouvant atteindre les métropoles de Tel-Aviv, ou Gush Dan, qui compte 3,2 millions d'habitants sont ciblées par des frappes aériennes. L'armée israélienne annonce avoir détruit la quasi-totalité de ces missiles,,.
L'offensive israélienne cause la mort de 177 personnes dans la bande de Gaza en une semaine, dont au moins 26 enfants, et fait plus de 1 200 blessés. Côté israélien, deux soldats et quatre civils sont tués. Les destructions causées par les bombardements israéliens sur la bande de Gaza sont estimées à 1,2 milliard de dollars. Le siège du gouvernement à Gaza a été rasé, 200 maisons ont été complètement détruites et 8 000 endommagées.

#### Stratégie du Hamas lors de ces confrontations
En décembre 2012, Khaled Mechaal a reconnu lors d'un discours à Gaza que la stratégie du Hamas consistait à faire « parfois une trêve, parfois une escalade sous des formes variées, parfois tirer des roquettes, parfois non ».

#### Réconciliation et gouvernement d'union nationale
En avril 2014, le Hamas et le Fatah annoncent leur volonté de réconciliation et la formation prochaine d'un gouvernement d'union nationale. En juin 2014, le Hamas et le Fatah forment un « gouvernement de consensus » qui met fin à 7 ans de dissensions entre les deux factions rivales. L'administration américaine, bien que catégorisant toujours le Hamas parmi les organisations terroristes, ne condamne pas le rapprochement et décide de le juger sur les faits. Benyamin Nétanyahou de son côté prie la communauté internationale de « ne pas se précipiter pour reconnaître un gouvernement palestinien dont le Hamas est membre à part entière » et décide de boycotter le gouvernement nouvellement formé.
Le 20 juin 2014, le Hamas a fustigé Mahmoud Abbas, le président de l'Autorité palestinienne, pour sa coopération sécuritaire avec les forces de sécurité israéliennes à la suite de l'enlèvement de trois adolescents israéliens le 12 juin 2014 dont Israël tient le Hamas pour responsable. Un porte-parole du Hamas a qualifié cette coopération de « crime et de violation de l'accord de réconciliation » soulignant qu'elle était « punissable selon la loi ». Selon des sources palestiniennes, les services du renseignement palestiniens ont « une coordination active » avec les forces de sécurité israéliennes. Ces dernières années, l'Autorité palestinienne a arrêté des dizaines de membres du Hamas dans le cadre de cette coordination avec Israel.

### Opération de Tsahal contre le Hamas dans les territoires palestiniens en 2014
À la suite de l'enlèvement de trois adolescents israéliens le 12 juin 2014 alors qu'ils faisaient de l'auto-stop près du Gush Etzion, un bloc de colonisation situé entre les villes palestiniennes de Bethléem et Hébron, le Premier ministre israélien Benyamin Netanyahou accuse le Hamas d'être « responsable de l'enlèvement », tandis qu'un porte-parole du Hamas à Gaza a déclaré que les remarques de Netanyahu leur attribuant la responsabilité sont « stupides et sans fondement »,. Le 23 juin, Khaled Mechaal, le chef en exil du Hamas, a « félicité » les kidnappeurs tout en déclarant ne pas savoir si des membres du Hamas étaient à l'origine de cet enlèvement.
Le 15 juin 2014 Tsahal arrête près d'une centaine de membres et de responsables du Hamas en Cisjordanie y compris son chef local Hassan Youssef, ainsi que des dirigeants du Jihad islamique. L'armée israélienne impose un bouclage complet de la ville de Hébron dans le cadre des recherches pour tenter de retrouver les trois disparus. Les recherches se concentrent sur la localisation de deux membres du Hamas disparus depuis le jour de l'enlèvement.

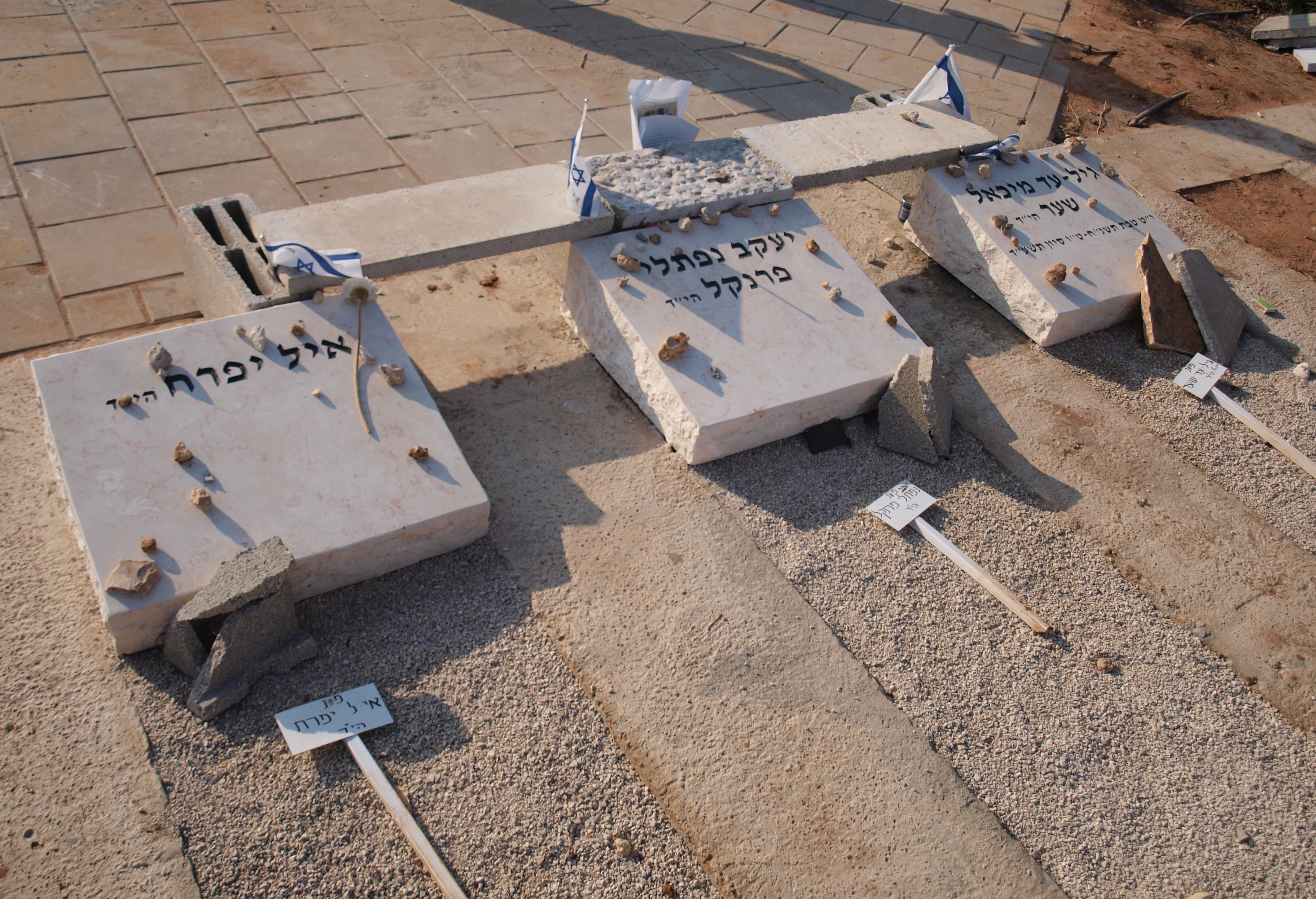
Tombes des trois adolescents israéliens kidnappés puis tués par le Hamas en 2014.

John Kerry, le secrétaire d'État des États-Unis qualifie dans un communiqué cet enlèvement « d'acte terroriste ignoble » et déclare que de « nombreux indices pointent vers l'implication du Hamas » précisant que la position américaine n'a pas changé et que les États-Unis considèrent toujours le Hamas comme « une organisation terroriste ».
Le 16 juin, Mahmoud Abbas président de l'Autorité palestinienne, condamne l'enlèvement des trois jeunes Israéliens, dénonçant ce rapt ainsi que les « violations israéliennes qui ont suivi ». Le premier ministre israélien a tenu Mahmoud Abbas « responsable de toute attaque émanant d'un territoire sous contrôle palestinien ». L'armée israélienne a arrêté Aziz Dweik, membre du Hamas et président du Parlement palestinien ainsi que cinq autres députés du Hamas originaires de la ville d'Hébron, portant ainsi à 150 le nombre des membres de cette organisation arrêtés.
Durant une opération effectuée par Tsahal dans le camp palestinien de Jalazone près de Ramallah se déclencha une émeute durant laquelle des blocs de béton et des pierres ont été lancés sur les soldats à partir des toits et dans les ruelles, et trois d'entre eux ont été légèrement blessés. Un Palestinien de 19 ans a été tué,.
Le 19 juin 2014, un responsable du Hamas a déclaré que « le groupe est capable d'initier une troisième Intifada » mettant en garde contre « les conséquences de la pression continue sur les Palestiniens » et ajoutant que le « Hamas ne restera pas les bras croisés pendant qu'Israël continue ses crimes en Cisjordanie ». Le 20 juin, Riyad al Maliki, le ministre des Affaires étrangères palestinien a déclaré dans une interview à Reuters que « tant que Mahmoud Abbas sera au pouvoir », il n'y aura pas de troisième Intifada.
Pendant les dix jours de l'opération israélienne en Cisjordanie, Tsahal a arrêté environ 800 Palestiniens sans inculpation ni procès, tué neuf civils et perquisitionné près de 1 300 bâtiments résidentiels, commerciaux et publics. En réponse, le Hamas effectue des centaines de tirs de roquettes en direction d’Israël. Ces roquettes sont pour beaucoup interceptées par le Dôme de fer, un système de défense israélien, ou ne causent que des dégâts minimes en raison de leur conception rudimentaire. En réaction à ces tirs, l'armée israélienne déclenche en juillet une guerre contre Gaza, appelée « opération Bordure protectrice ».

### Guerre de Gaza de 2014
Durant la guerre de Gaza de 2014, 2 251 Palestiniens sont tués par l'armée israélienne, dont 551 enfants, et 67 soldats et 6 civils israéliens sont tués par le Hamas ou d'autres mouvements palestiniens. Le Hamas perd plusieurs de ses dirigeants, dont Raed al Atar, Mohammed Abou Chamala (ar) et Mohammed Barhoum.
Sur le plan matériel, les destructions à Gaza sont évaluées à plus de 6 milliards de dollars. Plus de 200 écoles et bâtiments publics, un tiers des hôpitaux, 350 sites industriels, une grande partie des infrastructures routières et plus de 18 000 logements sont détruits.
La haute-commissaire de l'ONU aux droits humains, Navi Pillay, a condamné les attaques menées par l'armée israélienne à Gaza contre des maisons, des écoles, des hôpitaux et des centres de l'ONU, accusant Israël de « défier délibérément » le droit international. Dans son rapport, l'ONG Amnesty International accuse Tsahal d'avoir délibérément visé des habitations civiles : « Les forces israéliennes ont violé les lois de la guerre en menant une série d'attaques contre des habitations civiles, faisant preuve d'une froide indifférence face au carnage qui en résultait. […] Notre rapport dénonce la pratique courante des attaques de maisons par les forces israéliennes, qui ont témoigné d'un mépris choquant pour les vies des civils palestiniens en ne les avertissant pas et en ne leur laissant aucune chance de s'enfuir ».

### Politique en 2017

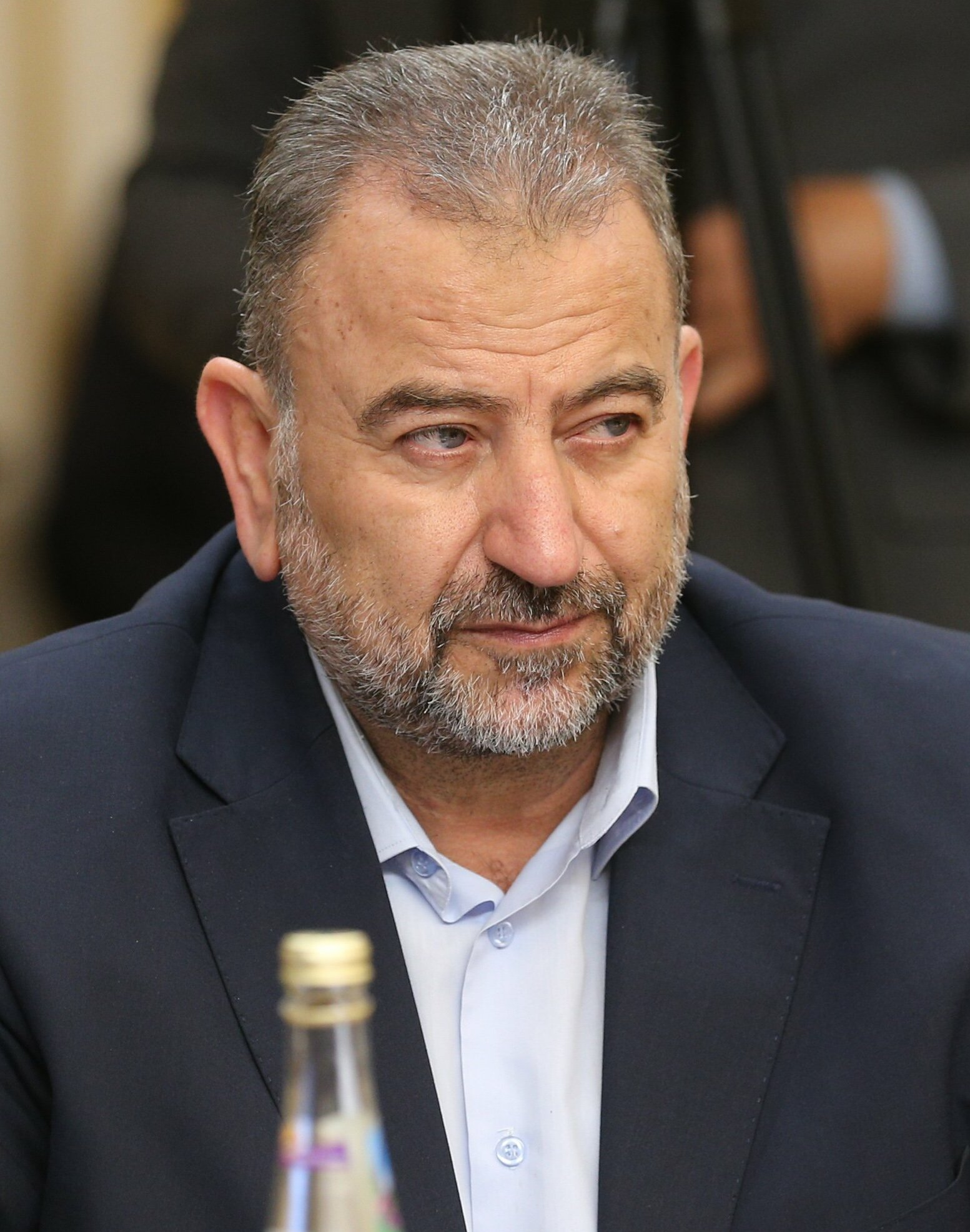
Délégation du Hamas à Moscou menée par Saleh al-Arouri (2022)

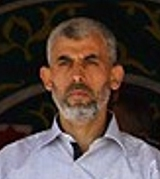
Yahya al-Sinwar (2011)

En février 2017, Yahya Sinwar remplace Khaled Mechaal à la tête du Hamas de Gaza. Mechaal ne pouvait se représenter après avoir effectué les deux mandats autorisés. Le 6 mai 2017, Ismaël Haniyeh est élu à la tête du bureau politique du Hamas et succède lui aussi à Mechaal,. Trois membres des Brigades font leur entrée dans le bureau politique du Hamas lors des élections internes de 2017. Gaza prend alors une importance de premier plan au sein de l'échiquier interne du Hamas. Certains des dirigeants du mouvement se sont toutefois inquiétés de la proximité de Yahya Sinwar avec les Brigades Al-Qassam, plaidant pour une séparation entre la branche politique et la branche militaire du mouvement.
Yahya Sinwar impulse une stratégie fondée sur le développement de la branche militaire du Hamas - qui passe d'environ dix mille combattants dans les années 2000 à au moins trente mille au début des années 2020 - afin de rompre avec la posture strictement défensive observée par l'organisation depuis des années et reconnecter l’enclave de Gaza avec la lutte palestinienne dans les territoires occupés.
Le 12 octobre, le Hamas et le Fatah signent un accord de réconciliation dont le but est, selon le numéro deux du Hamas Saleh al-Arouri de « travailler ensemble contre l'entreprise sioniste ».

### Troubles sociaux en 2019
Les forces de sécurité du Hamas dispersent le 14 mars 2019 des manifestations, expression de mécontentement social. La violence augmente les deux jours suivants. Le 17 mars, l'envoyé spécial de l'ONU pour le Moyen-Orient Nickolay Mladenov, condamne la répression violente par le mouvement islamiste de ces manifestations pacifiques.
En décembre 2019, Ismaël Haniyeh quitte la bande de Gaza pour s'installer à Doha. Son départ permet l'ascension de Yahya Sinwar au sein du Hamas, qui fait prendre de l'autonomie à la branche armée du Hamas.

### Marche du retour
En 2018 et 2019, le Hamas obtient un léger desserrage du blocus israélien avec la Marche du retour, mouvement populaire au cours duquel des dizaines de milliers de Gazaouis ont manifesté chaque semaine pendant des mois le long de la barrière de séparation pour protester contre le blocus.

### En 2021
Fin mai 2021, après la crise israélo-palestinienne de 2021, des milliers de combattants cagoulés de la branche militaire du Hamas défilent en plusieurs lieux dans la bande de Gaza dont à Rafah, en exhibant des lance-roquettes, des roquettes et un drone, alors que la foule palestinienne dont des enfants, certains le front ceint de bandeaux verts des brigades al-Qassam, assiste à la parade militaire.

### Depuis 2023

#### Principaux responsables ciblés
La guerre à Gaza déclenchée le 7 octobre 2023 laisse apparaître les figures d'un certain nombre de responsables (dirigeants politiques, cadres du mouvement, chefs de la branche armée…) que l'armée israélienne cible aux fins d'anéantir le Hamas responsable des massacres du 7 octobre sur le sol israélien.
| Nom                              | Postes | Accusations | Élimination                                                                                   |
| -------------------------------- | --- | --- | --------------------------------------------------------------------------------------------- |
| Mohammed Deif                    | Commandant suprême de la branche militaire du Hamas : les Brigades Ezzedine al-Qassam | Cerveau des attaques du 7 octobre 2023 | Le 13 juillet 2024 lors d'une frappe aérienne dans la région de Khan Younès                   |
| Ismaël Haniyeh alias Abou al-Abd | Numéro 1 du Hamas et chef de sa branche armée jusqu'en 2017 puis responsable du bureau politique de 2017 jusqu'à sa mort en 2024. Depuis 2023, vit en exil volontaire entre le Qatar et la Turquie | Partisan actif de la lutte armée, y compris contre les civils | Le 31 juillet 2024 lors d'une attaque aérienne à Téhéran, selon les Gardiens de la Révolution |
| Marwan Issa (en) alias Abu Baraa | Numéro 3 de l'organisation et commandant en chef adjoint des Brigades Izz ad-Din al-Qassam. Représentant des Brigades au sein du bureau politique du Hamas. Bras droit de Mohammed Deif.           | Terroriste | Le 18 mars 2024 lors d'une opération israélienne                                              |
| Yahya Sinwar                     | Chef du Hamas dans la bande de Gaza à partir de 2017 ainsi que chef du bureau politique à partir du 6 août 2024, jusqu'à son décès le 16 octobre de la même année.                                 | Fondateur des brigades Ezzedine al-Qassam et de la section de renseignement Majd Activités terroristes Meurtrier de collaborateurs d'Israël Organisateur des attaques du 7 octobre                    | Le 16 octobre 2024 dans la Bande de Gaza                                                      |
| Saleh Al-Arouri                  | Numéro 2 du Hamas : vice-président du bureau politique depuis 2017. En octobre 2023, se cacherait au Liban.                                                                                        | Directeur et trésorier pour les opérations militaires du Hamas en Cisjordanie Impliqué dans la planification de l'enlèvement et le meurtre de trois adolescents israéliens en 2014                    | Le 2 janvier 2024 dans une frappe aérienne à Beyrouth                                         |
| Khaled Mechaal                   | Chef en exil volontaire (en 2023 à Doha) du Hamas puis figure tutélaire du Hamas. Directeur de la branche politique du Hamas depuis 1996.                                                          | Opposant farouche à la reconnaissance d'Israël et au processus de paix, chef de file des radicaux du Hamas Engagé auprès des Frères musulmans Développeur du Hamas et membre influent du groupe       |                                                                                               |
| Zakaria Mouammar                 | Directeur de la section économique du Hamas | Terroriste | 10 octobre 2023,                                                                              |
| Jawad Abou Shamala               | Chef du département des relations nationales et coordinateur les liens avec les autres factions palestiniennes Haut responsable du commandement naval du Hamas                                     | Responsable des tunnels de contrebande à Rafah | 10 octobre 2023,                                                                              |
| Mourad Abou Mourad               | Commandant de l'armée de l'air à Gaza | Responsable d'une partie de l'offensive meurtrière du 7 octobre | 14 octobre 2023,                                                                              |
| Ali Qadi                         | Commandant de l'unité Nukhba du Hamas | Meneur de l'attaque contre les villages israéliens le 7 octobre | 14 octobre 2023,                                                                              |
| Bilal el Kadra                   | Commandant de la force Noh'ba du bataillon South Khan Yunis | Responsable du massacre de Nirim et de Nir Oz | 15 octobre 2023                                                                               |
| Matez Eid                        | Commandant du district sud de la sécurité nationale du Hamas | Terroriste | 15 octobre 2023                                                                               |
| Ossama Mazini                    | Chef du Conseil de la Choura (Conseil de la Consultation) du Hamas à Gaza Ancien ministre de l'Éducation et membre du bureau politique du Hamas dans la bande de Gaza                              | Responsable des prisonniers retenus par le Hamas | 16 octobre 2023,                                                                              |
| Aymane Nofal                     | Commandant du conseil militaire supérieur des Brigades Al-Qassam | Directeur de nombreuses attaques terroristes contre les civils et les forces de sécurité israéliens Superviseur de la confection d'armes Membre de l'organisation ayant kidnappé Gilad Shalit en 2006 | 17 octobre 2023                                                                               |
| Jamila Chanti                    | Membre élu au bureau politique du Hamas et structures organisationnelles Ministre des Affaires féminines du gouvernement Hamas de Gaza en 2013                                                     | Membre du mouvement des Frères musulmans en Égypte en 1977 | 18 octobre 2023                                                                               |
| Muhammad Alwadia                 | Commandant de l'unité antiaérienne de la Brigade du Hamas à Gaza | Terroriste | 18 octobre 2023                                                                               |
| Akram Hijaz                      | Activiste dans l'unité navale du Hamas | Trafiquant d'armes et de fonds terroristes Coordinateur d'attaques terroristes en Israël | 18 octobre 2023                                                                               |
| Jehad Muheisen                   | Commandant des forces de sécurité paramilitaires nationales du Hamas Haut responsable de la sécurité palestinienne                                                                                 | Sorte de commissaire de police pour le compte du Hamas | 19 octobre 2023,                                                                              |
| Rafat Harev Hussein Abu Hilal    | Chef de la branche militaire de l'organisation terroriste « Comités de résistance populaire » à Rafah Commandant des brigades al-Nasser Salah al-Din dans la bande de Gaza                         | Terroriste | 19 octobre 2023,                                                                              |
| Mahmoud Zabih                    | Haut responsable du Hamas Ingénieur principal et chef d'une unité du département des projets et du développement au siège de production de l'organisation                                          | Terroriste | 20 octobre 2023                                                                               |
| Talal al-Hindi                   | Haut dirigeant des brigades al-Qallam du Hamas | Terroriste | 21 octobre 2023                                                                               |
| Muhammad Katamesh                | Commandant adjoint de la formation d'artillerie de toute la bande de Gaza | Terroriste | 22 octobre 2023                                                                               |
| Ibrahim Al-Sahar                 | Chef du système antichar du Hamas dans le nord de la bande de Gaza | Responsable du missile ayant tué le sergent israélien Omar Tabiv | 23 octobre 2023                                                                               |
| Abd al-Rahman                    | Commandant adjoint du bataillon Nuzirat | Assaillant lors du massacre du kibboutz Be'eri | 24 octobre 2023,                                                                              |
| Khalil Mahjaz                    | Commandant adjoint du bataillon Shati | Terroriste | 24 octobre 2023,                                                                              |
| Khalil Tathari                   | Commandant adjoint du bataillon Sheikh Radwan | Terroriste | 24 octobre 2023,                                                                              |
| Tisir Mabasher                   | Commandant du bataillon du secteur Nord de Khan Yunis Membre de nombreux postes au sein du Hamas                                                                                                   | Directeur de nombreuses attaques contre Israël Proche de Muhammad Deif | 25 octobre 2023                                                                               |
| Hassan Al-Abdallah               | Commandant du réseau de tir de roquettes nord de Khan Yunis | Responsable de lancements de roquettes sur Israël | 26 octobre 2023                                                                               |
| Shadi Barud                      | Chef adjoint du département de renseignement du Hamas | Co-planificateur avec Yahya Sinwar des attaques terroristes du 7 octobre | 26 octobre 2023                                                                               |
| Darj Tafah                       | Chef de bataillon du Hamas Membre de la Brigade de la ville de Gaza | Meneur d'assaillants ayant pris une part significative dans les attaques aux alentours de la bande de Gaza.                                                                                           | 26 octobre 2023                                                                               |
| Madhat Mabasher                  | Commandant du bataillon ouest de Khan Yunis de l'organisation terroriste Hamas | Activiste lors d'attaques (par tirs isolés ou gros explosifs) contre les forces de Tsahal et les villages israéliens                                                                                  | 27 octobre 2023                                                                               |
| Atsam Abu Raffa                  | Chef de l'armée de l'air du Hamas | Co-planificateur et exécuteur de massacres dans les localités entourant Gaza | 27 ou 28 octobre 2023                                                                         |
| Rathev Abu Tshaiban              | Commandant de la force navale de la Brigade Hamas à Gaza | Commandant de la tentative de pénétration par voie navale dans la zone de Zikim en Israël | 27 ou 28 octobre 2023                                                                         |
| Nasim Abu Ajina                  | Haut responsable du Hamas Commandant du bataillon Beit Lahia Anciennement commandant du système aérien du Hamas                                                                                    | Développeur des capacités des drones de combat et des parapentes du Hamas Directeur des massacres du 7 octobre aux kibboutz Erez et moshav Netiv HaAsara                                              | 31 octobre 2023,                                                                              |
| Ibrahim Biari                    | Commandant de la brigade du bataillon central de Jabaliya | Responsable à partir des tunnels des attaques du 7 octobre | 31 octobre 2023,                                                                              |
| Jamal Moussa                     | Officier responsable de sécurité spéciale du Hamas | Terroriste ayant mené en 1993 une attaque contre des soldats de Tsahal en patrouille à Gaza | 5 ou 6 novembre 2023                                                                          |
| Ezz al-Din Awad                  | Haut gradé de l'infrastructure du Hamas basée à Tulkarem (Cisjordanie) Commandant de la branche militaire du Hamas à Tulkarem                                                                      | Terroriste ayant notamment travaillé à la production de charges explosives et de roquettes | 6 novembre 2023,                                                                              |
| Jihad Haraj Shahada              | Commandant des Brigades des martyrs d'al-Aqsa à Tulkarem Commandant du « Bataillon de réaction rapide », une des milices armées de Tulkarem et de son camp de réfugiés                             | Terroriste ayant participé à de nombreuses fusillades en Cisjordanie | 6 novembre 2023,                                                                              |
| Abu-Zina                         | Figure de proue du Hamas dans la production de munitions Spécialisé dans l'armement stratégique et la fabrication de roquettes                                                                     | Principal responsable de la production de munition et l'approvisionnement en armes du Hamas | 8 novembre 2023                                                                               |
| Ahmed al-Ghandour                | Commandant militaire Membre du Conseil militaire du Hamas | Rôle dans l'attaque contre l'armée israélienne au point de passage de Kerem Shalom en 2006 | avant le 24 novembre 2023                                                                     |
| Ayman Siam                       | Chef des unités de tirs de roquettes | | avant le 24 novembre 2023                                                                     |

### Le Hamas pendant la guerre à Gaza
À la suite de l'attaque contre Israël de 2023, le Hamas est engagé dans la guerre à Gaza, qui provoque des bombardements massifs et une offensive terrestre israélienne dans la bande de Gaza, ainsi qu'une intensification des raids israéliens en Cisjordanie.
Le 20 mai 2024, Karim Khan, procureur de la Cour pénale internationale, demande à la CPI de délivrer un mandat d'arrêt contre les dirigeants du Hamas, en raison des enlèvements pendant l'attaque du Hamas contre Israël, des allégations de crimes contre l'humanité, de crimes de guerre, et d'agressions sexuelles. Le 21 novembre 2024, la CPI accède à la requête de Karim Khan et émet des mandats d'arrêt à l'encontre de Mohammed Deïf,.
L'armée israélienne affirme, début 2025, avoir tué 18 000 combattants du Hamas pendant la guerre. Cependant, l'historien Jean-Pierre Filiu observe que la compilation des sources israéliennes elles-mêmes aboutit en fait à un bilan d’environ 8 500 « militants » tués. Selon les estimations américaines, l'organisation a pu recruter au moins autant de combattants qu’elle n’en a perdus. En avril 2025, le gouvernement israélien estime à 40 000 le nombre de combattants du Hamas, soit 10 000 de plus qu'avant le début de la guerre.
Le 25 mars 2025, des manifestations éclatent à Beit Lahia et s'étendent vers le sud de la Bande de Gaza, appelant à la fin de la guerre contre Israël et scandant des slogans contre le Hamas. L'origine des manifestations est inconnue. Certains parlent de rassemblements spontanés, d'autres d'appels à manifester via Telegram, d'autres encore d'appels de chefs de clans. En réponse aux manifestations, un haut responsable du Hamas, Bassem Naïm, a annoncé sur Facebook que les gens ont le droit de protester, mais que leur attention devrait être concentrée sur l’« agresseur criminel », Israël.

## Idéologie
L'idéologie et la vision du monde du Hamas ont été analysées par de nombreux chercheurs depuis la création du mouvement en 1987. Ces chercheurs ont analysé les continuités et les changements au fil du temps dans les mécanismes et les stratégies idéologiques du mouvement,,,,,,,.
Ils démontrent que le Hamas a connu un développement politique important depuis sa création, passant d’une organisation révolutionnaire à un acteur puissant d’opposition gouvernementale. Ce développement a entraîné des changements dans la rhétorique idéologique du Hamas,,,. La « résistance » en tant que droit à la lutte armée contre l’occupation est identifiée comme le principe le plus central de la pensée et des processus de légitimation du Hamas au fil du temps,,,,,,.
De 1987 à 1993 : « jihad » ou la lutte pour la libération et l'influence
Dans le contexte de sa formation et de la première intifada, le Hamas a décrit la lutte contre Israël comme un conflit religieux ayant pour objectif de libérer la Palestine et la « Terre sainte » de l'occupation judéo-sioniste,. Le mouvement fut initialement créé comme un mouvement fondamentaliste avec des objectifs visionnaires et des politiques définies visant à renverser un régime illégitime et à le remplacer par un régime islamique. Le Hamas utilise alors la terminologie religieuse du jihad pour légitimer la résistance armée, par le biais de l‘appartenance idéologique musulmane à la Terre sainte. Israël était alors représenté comme le « mal » et la cristallisation de l’attaque juive contre les musulmans. La Charte islamique fondatrice de 1988 qui appelait à la destruction d’Israël, ainsi que les attentats suicides perpétrés par le Hamas au cours de ces années, ont contribué à façonner la perception du mouvement comme fanatique.
Années 1990-2000 : des réalités politiques changeantes
Au milieu des années 1990, dans le contexte des Accords d'Oslo et de l'émergence de l'Autorité Palestinienne, le discours et l'idéologie du Hamas ont changé, abordant le conflit en termes politiques plutôt que religieux, ce qui correspondait aux attentes du peuple palestinien ainsi qu'aux attentes de la communauté internationale,. À cette époque, les dirigeants du Hamas considèrent l’intérêt national comme étant exprimé par l’opinion publique et considèrent la voix des masses comme l’expression de la volonté de Dieu.
Les vues du Hamas sur le conflit et les prospectives de paix se sont développées simultanément. Le Hamas est passé d’une aversion idéologique pour la paix à une volonté clairement exprimée d’établir la paix, la sécurité et la stabilité régionale, sous conditions de la fin de l’occupation israélienne et des violations des Droits de l'Homme,.
Depuis le milieu des années 2000 : l'intégration politique
Depuis sa victoire aux élections parlementaires palestiniennes de 2006, le Hamas se présente comme un acteur politique légitime et représentant des Palestiniens à Gaza, en adoptant un langage plus bureaucratique et laïc,, ainsi qu'en recherchant la voie diplomatique. Le Hamas a signifié à plusieurs reprises qu'en pratique, il n'est plus une organisation fondamentaliste, radicale ou fanatique, ayant exprimé sa volonté de changer de position sur des questions fondamentales et ayant pris des positions publiques qui s'éloignent de sa Charte de 1988.
Face aux contraintes économiques et politiques imposées par les États-Unis et Israël, ainsi qu'aux attaques israéliennes de 2008-2009, 2012, 2014 et 2021,,, le discours de résistance du Hamas a évolué de manière à résonner avec la résilience palestinienne. La « résistance » est reformulée autour du concept de muqawama, accentuant la notion d'unité qui vise à favoriser l'identité nationale et à présenter les actions militaires comme moyen légitime d'autodéfense,,.
Sur les questions économiques le Hamas est favorable au libéralisme et se situe plutot à droite. 
Depuis 2017 : la résistance comme droit à la libération sur la base du droit international
Utilisant le discours d’autodéfense pour légitimer ses actions et dénonçant Israël comme État occupant, le Hamas a politiquement redéfini son recours à la violence. Par ce biais, le Hamas exprime sa volonté de poursuivre des actions pacifiques et non armées, mais réaffirme également son droit légitime à la résistance armée. Ceci démontre que la violence n’est pas une fin en soi mais un moyen stratégique pour protéger les droits du peuple palestinien.
Comme affirmé dans la nouvelle charte de 2017, le Hamas n’a aucune aversion pour la paix, sous réserve de la fin de l’occupation israélienne et des violations des droits de l’homme, ainsi que de l’établissement d’un État palestinien dans les territoires occupés,,,.
Bien qu'il ne reconnaisse pas Israël explicitement, le Hamas le reconnait implicitement ; à travers ses nombreux appels aux dirigeants et aux institutions internationales, demandant de faire pression sur Israël afin qu'il respecte le droit international et les résolutions de l'ONU. De ce fait, le Hamas reconnait de facto Israël, dans ses frontières d'avant 1967,,.

## Pratique

### Structure
Dans la branche armée du Hamas, il existe plusieurs groupes :
- les étudiants Ayyash, les unités étudiantes de l'ingénieur Yahya Ayyash (en souvenir à Yahya Ayash, l'« ingénieur de bombes ») ;
- les brigades Izz al-Din al-Qassam ou forces d'Izz al-Din al-Qassam (en souvenir du cheikh Izz al-Din al-Qassam qui est considéré comme le « père des résistants arabes modernes », tué par les Britanniques en 1935).

### Personnels
En 2014, Khaled Mechaal, le chef politique du Hamas, indique que l'organisation compte 50 000 employés.
« Selon des articles de presse, le Hamas comptait plus de 34 000 employés sur sa liste de paie qui percevaient 16 millions de dollars de salaires mensuels ».

### Financement
« En 2003, des sources du renseignement américain estimaient que le groupe militant palestinien Hamas disposait d'un budget annuel de 50 millions de dollars, collectant une grande partie de cet argent grâce à sa réputation d'organisation caritative. Malgré sa notoriété mondiale en tant que groupe terroriste, de nombreux Palestiniens considèrent le Hamas comme une organisation caritative qui construit des écoles et des hôpitaux et intervient là où l'Autorité palestinienne a échoué ».
En 2014, le magazine Forbes attribue au Hamas, en tant que gouvernement de la bande de Gaza, un chiffre d'affaires annuel de 1 milliard de dollars et le classe en deuxième position des 10 organisations terroristes les plus riches au monde, devant le Hezbollah, Al-Qaïda et les talibans, et derrière l'état islamique. Ses ressources proviennent essentiellement des aides internationales et des ONG.

#### Budget
Selon le Shin Bet, d'ici 2010, le budget du Hamas se compose de trois parties principales :
1. 200 millions USD par an pour les dépenses de fonctionnement du gouvernement ;
2. 50 millions de dollars US chaque année pour soutenir la partie civile et l'organisation du mouvement Hamas ;
3. 40 millions USD par an pour son aile militaire et son appareil de sécurité[55].

En 2019, d'après les estimations des services de renseignement israéliens, le budget militaire annuel du Hamas avoisine les 250 millions de dollars.

#### Iran

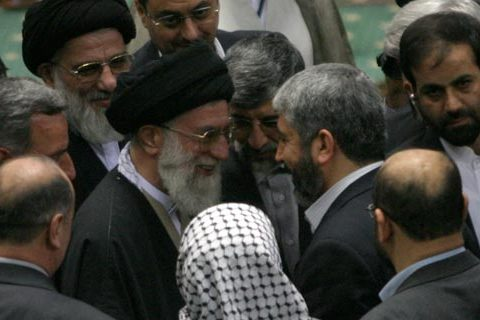
L'ayatollah Ali Khamenei, turban noir au centre, lors de la Conférence internationale sur Al-Qods et la protection des droits du peuple palestinien, Téhéran (avril 2006).

Historiquement, le Hamas a reçu des fonds, des armes et une formation de l'Iran,. Ce financement s'élevait jusqu'en 2011 à quelque 3 millions de dollars par an. De 2011 à 2017 l'Iran réduit son aide au Hamas en raison de son ralliement à la rébellion syrienne. Yahya Sinwar déclare le 28 août 2017 que « les relations se rétablissent et retrouvent leur niveau d'avant. […] Les relations avec l'Iran sont excellentes et l'Iran est le premier fournisseur d'armes et de fonds aux brigades Izz al-Din al-Qassam »,.
En novembre 2012, à la suite de l'opération Pilier de défense, le Hamas remercie l'Iran pour son soutien militaire et financier. Dans le même temps, le ministre du Hamas Mahmoud al-Zahar appelle les pays du Golfe à « rivaliser avec l'Iran en nous donnant des armes et de l'argent ».
En mai 2021, Yahya Sinwar, chef du Hamas dans la bande de Gaza, déclare dans un communiqué : « Nous disposons de ressources financières suffisantes… dont une grande partie provient de l'Iran, et une autre partie provient de donateurs arabes et musulmans et de personnes libres du monde entier qui sont solidaires de notre peuple et de ses droits ».

#### Qatar
Après l'Iran, le Qatar soutient financièrement le Hamas. Alors que les fonds qataris n'avaient jamais été bloqués auparavant, 400 millions de dollars d'aide au gouvernement du Hamas de la bande de Gaza promis par le Qatar en 2012 devant financer les salaires de 44 000 fonctionnaires n'ont pu être transférés en 2014 par l'Arab Bank en raison de la pression des États-Unis considérant le Hamas comme une organisation terroriste,.
Depuis 2018, le Qatar a fourni plus de 300 millions de dollars à Gaza avec l'autorisation d'entrée des fonds de la part d'Israël en échange du calme à sa frontière sud. La communauté internationale sanctionnant les institutions financières qui traitent avec le Hamas, les banques palestiniennes craignent d'être frappées de sanctions si leur argent va à Gaza et sont donc tenues de suivre les directives internationales. Ainsi, pour contourner ces obstacles, des bureaux de poste peuvent faire office de banque,. Toutefois, pour Yossi Cohen, ancien chef du Mossad, les paiements du Qatar au Hamas « sont devenus hors de contrôle ».

#### Pays du Golfe
D'autres fonds proviennent des pays du Golfe, d'Arabie saoudite et d'autres États arabes modérés. « La majeure partie du financement provient de sources saoudiennes, pour une valeur totale de 12 millions de dollars par an ».
De leur côté, les Émirats arabes unis envoient des fonds humanitaires vers la bande de Gaza, un argent « capté par le Hamas, la seule puissance politique et institutionnelle à dominer l'intégralité de Gaza ».

#### Syrie
La Syrie est une base importante du Hamas dans les domaines politique, informationnel et opérationnel. Le gouvernement syrien permet aux dirigeants du Hamas de mener leurs diverses activités sur son sol, dont le financement d'activités terroristes contre Israël et l'aide à l'achat d'armes et munitions.
Cependant en 2012, au début de la guerre civile syrienne, le Hamas, allié de longue date de l'Iran, du régime syrien et du Hezbollah, revoit radicalement sa position en se rangeant du côté des rebelles syriens,,,,,.
Le Hamas fonde notamment le groupe rebelle Aknaf Beit al-Maqdess, actif à Yarmouk, un ancien camp de réfugiés palestiniens devenu un district du sud de Damas,. À partir d'août 2012, Aknaf Beit al-Maqdess affronte les miliciens du Front populaire de libération de la Palestine-Commandement général (FPLP-CG), alliés du régime de Damas. Fin 2012, le FPLP-CG est chassé de Yarmouk (en), mais le quartier est ensuite bombardé et assiégé par l'armée arabe syrienne. En avril 2015, les jihadistes de l'état islamique (EI) prennent d'assaut la majeure partie du camp de Yarmouk (en). Aknaf Beit al-Maqdess perd au moins plusieurs dizaines d'hommes, dont certains sont décapités par l'EI, et n'occupe plus que quelques zones au nord et à l'est du camp,. Le Hamas demande alors au FPLP-CG d'armer Aknaf Beit al-Maqdess pour chasser l'état islamique et le front al-Nosra mais il déclare qu'il s'oppose à un retour du régime de Bachar el-Assad à Yarmouk. Celui-ci finit cependant par retomber aux mains de l'armée syrienne (en) en mai 2018,.
Le 21 juin 2022, une source palestinienne indique à l'Agence Anadolu que le Hamas et le régime syrien s'apprêtent à normaliser leurs relations sous l'égide du Hezbollah. Le 15 septembre 2022, le Hamas officialise cette volonté de normalisation dans un communiqué. Le 19 octobre 2022, le chef du bureau des relations arabes et islamiques du Hamas, Khalil al-Hayya, rencontre Bachar el-Assad à Damas, entérinant ainsi le processus de normalisation (unanimement approuvé par la direction politique du Hamas),.

#### Soudan
Reuters indique que du temps d'Omar el-Bechir, le « Soudan était devenu un centre de blanchiment d'argent et de financement du terrorisme ». Selon des renseignements occidentaux, de grandes entreprises soudanaises liées au gouvernement comme Alrowad Real Estate Development ont blanchi d'importantes sommes d'argent pour financer le Hamas.
En 2019, le Hamas perd le soutien financier du Soudan après la chute du dictateur Omar el-Bechir. L'organisation palestinienne a ainsi perdu près de 80 % de ses investissements en provenance du Soudan. Reuters précise que les autorités soudanaises actuelles ont saisi au moins une douzaine de sociétés qui étaient liées au Hamas dont un centre de vie, réunion, collecte de fonds et d'acheminement des fonds iraniens vers la bande de Gaza, ainsi que des terres agricoles, une station de télévision et un hôtel à Khartoum. L'un des réseaux impliqué « dans le financement de militants palestiniens était lié à l'organe de presse Tayba et à une organisation caritative appelée Almishkat. La chaîne et l'organisation étaient toutes deux dirigées par deux membres du Hamas qui ont obtenu la nationalité soudanaise ».
Certaines des personnalités soudanaises liées au Hamas se sont réinstallées en Turquie.

#### Autres pays musulmans
Avec l'Iran et l'Arabie saoudite, le Liban fournit « un soutien et une assistance en matière de financement et de formation opérationnelle » au Hamas[Information douteuse].

#### Associations caritatives

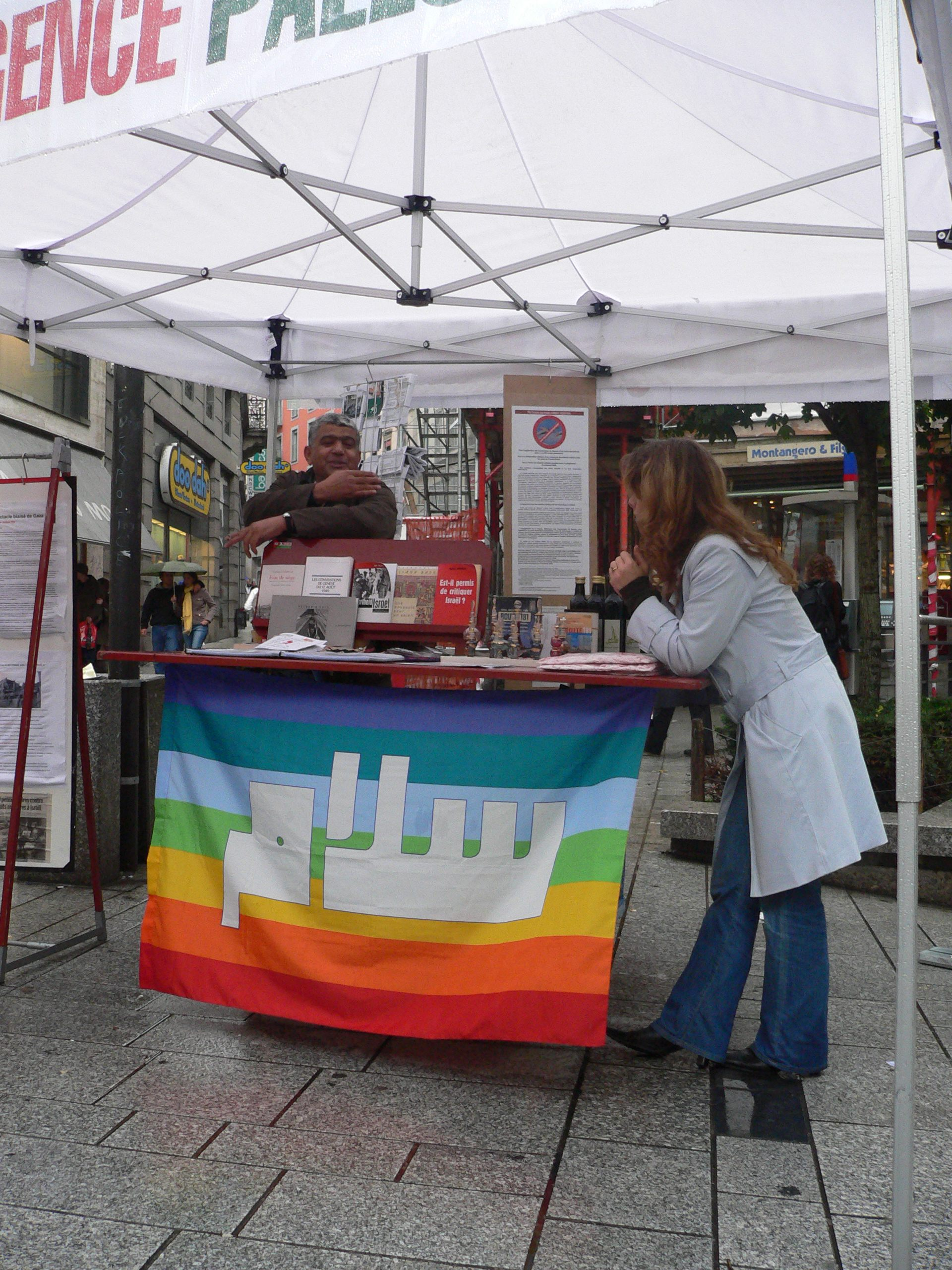
Stand pro-palestinien « Urgence Palestine » à Lausanne (2006).

Le Hamas reçoit également des dons d'expatriés palestiniens du monde entier, d'ONG et de sympathisants par le biais de ses œuvres caritatives (activités Dawa), telle celle de l'Union of Good articulant une cinquantaine d'associations caritatives destinées à la solidarité avec la Palestine, que les États-Unis inscrivent dans les années 2000 sur leur liste des organisations soutenant le terrorisme,,,. Les mosquées sont des lieux de recrutement de membres et collectes de fonds. Certaines activités de collecte de fonds et de propagande ont lieu en Europe occidentale et en Amérique du Nord. « Certains des fonds reçus sont destinés à financer des activités terroristes en Israël, et d'autres sont destinés au financement d'activités civiles du Hamas ».

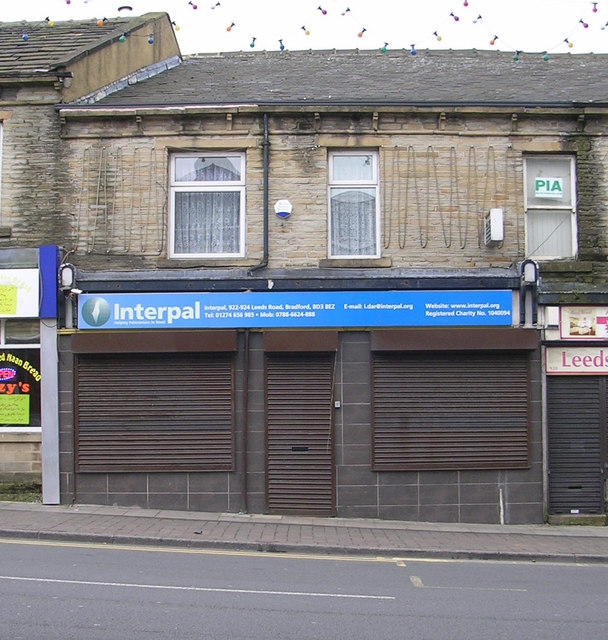
Interpal Charity à Bradford, UK (2009).

Des associations humanitaires suspectées de financer le terrorisme du Hamas, comme le Jerusalem Fund for Human Services (JFHS) devenu l'International Relief Fund for the Afflicted and Needy (IRFAN- Canada) deviennent interdites. D'autres comme l'ONG britannique Interpal font l'objet d'enquêtes,,,, bien que sous la pression internationale, cette dernière ait mis fin en 2010 à ses relations avec le groupe Union of Good. D'autres organisations caritatives considérées depuis 2003 comme des moyens de financement du Hamas sous couvert d'aides humanitaires sont soit interdites, soit voient leurs avoirs gelés ; sont ainsi gelés les avoirs d'Al-Aqsa Foundation (membre de l'Union of Good) qui possédait des branches en Afrique du Sud, en Allemagne avec la Al-Aqsa-Vereins, en Belgique, en Suède avec la Al-Aqsa Spannmal Stiftelse ou aux Pays-Bas avec la Stichting Al-Aqsa de Rotterdam,.
Cependant, de nos jours, le Hamas ne dépend plus seulement des dons mais est en mesure de collecter des impôts auprès des civils et des entreprises de Gaza.
Une petite partie des fonds du Hamas provient d'un nombre limité de projets économiques : ateliers de tissage et de couture, fermes, etc..

##### Gestion des fonds et monnaie électronique
Les fonds issus des activités Dawa sont transférés par virements bancaires, changeurs, services monétaires privés, réseaux non officiels de transfert de fonds et assistants « sans méfiance ».
Depuis au moins 2019, pour contourner les sanctions imposées par les États-Unis et l'Union Européenne dans le financement terroriste, le Hamas appelle à l'utilisation également d'un réseau de portefeuilles électroniques pour collecter des fonds à l'aide d'unités de Bitcoin et d'autres crypto-monnaies (XRP, Ethereum, Tether et Dogecoin, etc.). Ces fonds souvent destinés à alimenter le budget des brigades Ezzedine Al-Qassam, la branche militaire du Hamas, proviennent de la générosité de sympathisants étrangers,.
Dans le cadre des activités Dawa menées à des fins humanitaires ou au financement direct et indirect du terrorisme, « tous les fonds affluent dans un fonds commun, et sont ensuite canalisés vers les activités concernées, en fonction des besoins et en coordination avec les fonctions de l'organisation dans les territoires et à l'étranger ». Il n'est ainsi pas possible de distinguer les fonds à destination humanitaire de ceux voués au financement du terrorisme.
En 2020, les forces de l'ordre israéliennes déclarent avoir saisi « plus de 150 comptes de crypto-monnaies qui blanchissaient des fonds à destination et en provenance de comptes gérés par le Hamas ».
À la suite de la guerre à Gaza, le Hamas aurait récolté plus d'un million de dollars de dons en cryptomonnaie entre le 7 octobre 2023 et mars 2025, dont au moins 200 000 dollars ont été récupérés par le FBI.

### Activités

#### Action armée
Durant les années 1990 et 2000, le Hamas agit par des attentats-suicides contre des infrastructures établies sur le territoire israélien et contre des citoyens israéliens militaires et civils. Depuis les années 2000, le Hamas utilise plutôt des tirs de roquettes artisanales contre des villes israéliennes (Ashdod, Sdérot, Beer-Sheva). Les brigades de Izz al-Din al-Qassam, branche armée du Hamas, sont en particulier responsables de nombreuses attaques.
Elles traquent aussi les Palestiniens soupçonnés de collaborer avec Israël. La Commission des Droits de l'Homme des Nations unies, Amnesty International et Human Rights Watch, ont dénoncé à plusieurs reprises les violations des Droits de l'Homme commises par la branche armée du mouvement.
Néanmoins, une pétition de la Belge Nadine Rosa-Rosso (soutenue par le MIR) intitulée Appel pour le retrait du Hamas de la liste européenne des organisations terroristes, demande expressément aux candidats au Parlement européen que le groupe ne soit plus considéré comme tel,.

##### Liste des principaux attentats commis en Israël par le Hamas

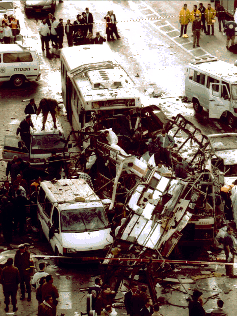
Attentat-suicide à Jérusalem perpétré par le Hamas (1996).

Cette liste est extraite des statistiques officielles du gouvernement israélien.
- 1993
  - 16 avril 1993 : Attentat-suicide à Mehola - 2 morts.
- 1994
  - 6 avril 1994 : Attentat-suicide à la voiture piégée à Afoula - 8 morts, 44 blessés
  - 13 avril 1994 : Attentat-suicide dans un autobus à Hadera - 5 morts
- 1995
  - 9 avril 1995 : Attentat suicide - 1 Américain et 7 Israéliens morts, 50 blessés.
  - 21 août 1995 : Attentat suicide - 1 Américain et 4 Israéliens morts, une centaine de blessés.
- 1996
  - 25 février 1996 : Attentat-suicide à Jérusalem, bus no 18 - 26 morts et 80 blessés
  - 25 février 1996 : Attentat-suicide à Ashkelon, bus no 18 - un Israélien tué
- 1997
  - 21 mars 1997 : Attentat-suicide à Tel Aviv - 3 morts et 46 blessés.
  - 4 septembre 1997 : Trois terroristes se font exploser à Jérusalem, tuant quatre civils et blessant près de 200 personnes. Le Hamas revendique l'attentat.
- 1998
  - 27 août 1998 : Attentat à la bombe à Tel Aviv - 14 blessés.
  - 19 octobre 1998 : Attentat à la grenade à la gare de Be'er Sheva - 59 blessées.
  - 29 octobre 1998 : Attentat à la voiture piégée à Gush Katif - 1 mort et 8 blessés.

- 2001

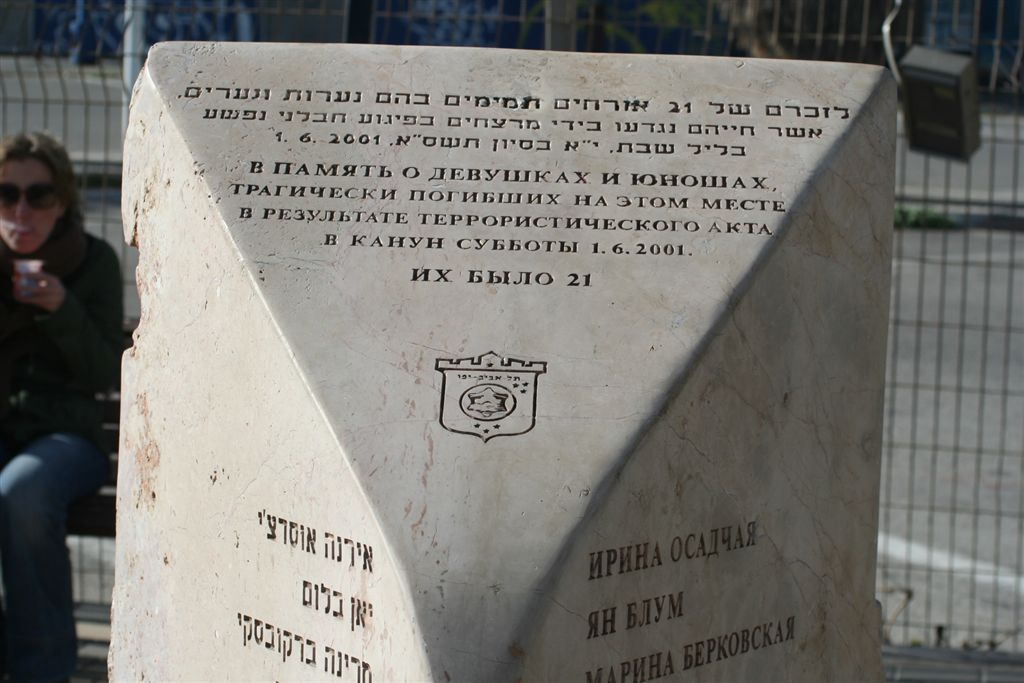
Monument rappelant le nom des 21 victimes du Hamas dans l'attentat de la discothèque de Tel Aviv (juin 2001).

  - 1er janvier 2001 : Une voiture piégée explose dans un quartier de Netanya - 60 blessés.
  - 27 mars 2001 : Attentat-suicide à Jérusalem dans un bus de la ligne no 6 - 28 blessés.
  - 28 mars 2001 : Deux adolescents sont tués, et quatre autres blessés dont un gravement, dans un attentat suicide à Kalkilya.
  - 22 avril 2001 : Un Israélien tué et 60 blessés dont deux gravement, dans un attentat suicide à Kfar Saba.
  - 29 avril 2001 : Une voiture piégée explose près d'un bus de transport scolaire sans faire de victimes.
  - 18 mai 2001 : 5 civils tués et plus de 100 blessés lors d'un attentat-suicide dans un centre commercial de Netanya.
  - 1er juin 2001 : Attentat-suicide à l'entrée de la discothèque du Dophinarium de Tel-Aviv - 20 morts et 120 blessés.
  - 9 août 2001 : Attentat-suicide à la pizzeria Sbarro, à Jérusalem - 15 morts et 130 blessés.
  - 4 septembre 2001 : Attentat-suicide à Jérusalem - 20 blessés.
  - 9 septembre 2001 : Attentat-suicide à la gare de Nahariya - 3 morts et quelque 90 blessés.
  - 1er décembre 2001 : Double attentat-suicide rue Ben Yehuda à Jérusalem - 11 morts, 180 blessés.
  - 2 décembre 2001 : Attentat-suicide à Haïfa - 15 morts et 40 blessés.
- 2002
  - 9 mars 2002 : Attentat-suicide à Jérusalem - 11 morts et 54 blessés
  - 27 mars 2002 : Attentat-suicide dans la salle à manger de l'hôtel Park de Netanya, où 250 personnes dînaient à l'occasion de la fête de Pessah (Pâque juive) - 30 morts, dont 19 avaient plus de 70 ans et 143 blessés. Des membres du Hamas revendiquent l'attentat[306],[307].
  - 31 mars 2002 : Attentat-suicide à Haïfa - 15 morts, 40 blessés
  - 10 avril 2002 : Attentat-suicide dans un car - 8 morts, 22 blessés
  - 7 mai 2002 : Attentat-suicide à Rishon LeZion, dans une salle de billard - 16 morts, 55 blessés
  - 19 mai 2002 : Attentat-suicide à Netanya - 3 morts, 59 blessés
  - 18 juin 2002 : Attentat-suicide dans un bus à Jérusalem - 19 morts, 74 blessés
  - 16 juillet 2002 : Attaque terroriste d'un bus - 9 tués et 20 blessés
  - 31 juillet 2002 : Attentat-suicide à la cafétéria de l'Université Hébraïque de Jérusalem - 9 morts et 85 blessés
  - 4 août 2002 : 9 morts et 50 blessés dans un attentat-suicide visant les passagers du bus no 361 à Meron dans le Nord d'Israël
  - 19 septembre 2002 : Attentat-suicide à Tel-Aviv, bus no 4 - 6 morts et 70 blessés
  - 10 octobre 2002 : Attentat-suicide à Geha (près de Tel Aviv, bus no 87 - 1 mort et 30 blessés
  - 21 novembre 2002 : Attentat-suicide près de Jérusalem, bus no 20 - 11 morts et 50 blessés
- 2003
  - 5 mars 2003 : Attentat-suicide dans un bus allant à l'université de Haïfa - 17 morts, 53 blessés
  - 30 avril 2003 : Quelques heures après la nomination de Mahmoud Abbas comme Premier ministre palestinien, attentat-suicide à Tel-Aviv, au café Mike's Place - 3 morts et 60 blessés
  - 17 mai 2003 : Attentat-suicide à Hébron tue Gadi Lévy et sa femme Dina âgés de 31 et 37 ans
  - 18 mai 2003 : Attentat-suicide à Jérusalem, bus no 6 - 7 morts et 20 blessés
  - 11 juin 2003 : Attentat-suicide à Jérusalem, bus n° 14A - 17 morts et 100 blessés
  - 19 août 2003 : Attentat-suicide à Jérusalem, bus no 2 23 morts et 130 blessés
  - 9 septembre 2003 : Attentat-suicide dans un café à Jérusalem - 7 morts et plus de 50 blessés

- 2004

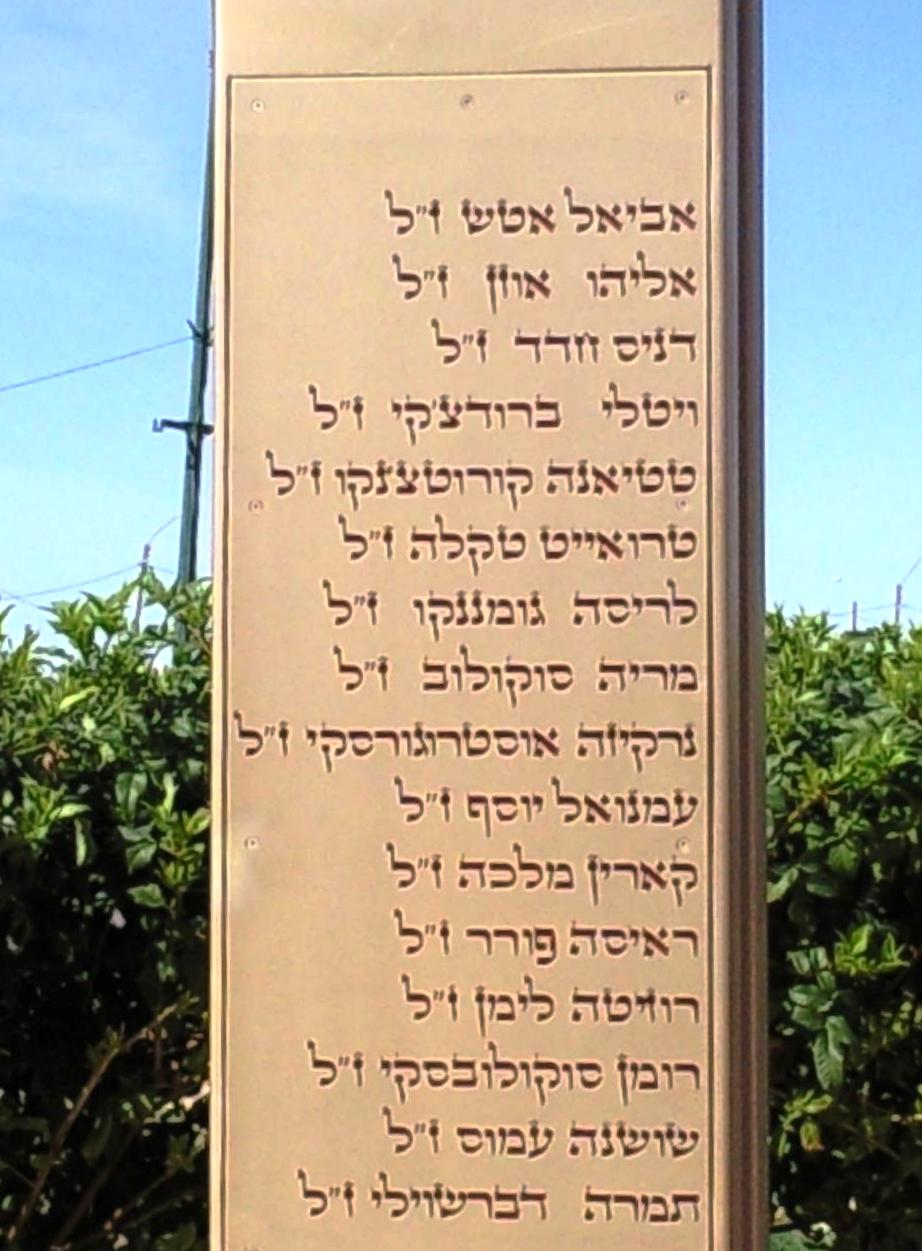
Monument avec les noms en mémoire des 16 civils tués par les attentats du Hamas à BeerSheva (août 2004).

  - 14 janvier 2004 : Quatre Israéliens - trois soldats et un civil - sont tués et 10 blessés lorsqu'une femme terroriste a fait exploser une bombe au point de passage d'Erez dans la bande de Gaza.
  - 6 mars 2004 : Deux policiers palestiniens sont tués dans un attentat perpétré par le Hamas sur le point de passage d'Erez dans la bande de Gaza par des tirs de fusils et des voitures piégées.
  - 14 mars 2004 : Dix personnes sont tuées et 16 blessées dans un double attentat-suicide à Ashdod Port.
  - 31 août 2004 : Seize personnes sont tuées et 100 blessées dans un double attentat-suicide sur deux bus de la ville de Beersheba.
- 2005
  - 13 janvier 2005 : Le jeudi soir, peu avant la clôture du point de passage de Karni dans la bande de Gaza, les membres du Hamas font exploser une bombe du côté palestinien du passage, soufflant un trou dans la porte par lequel des Palestiniens s'infiltrent et ouvrent le feu sur des civils israéliens. À la suite de l'explosion et au cours des échanges de tirs, six civils israéliens et trois terroristes arabes sont tués, et cinq civils israéliens sont blessés.
  - 28 août 2005 : Un terroriste se fait exploser à l'extérieur de la station centrale d'autobus de Beersheba - 52 personnes sont blessées dont deux gardes de sécurité gravement.

- 2011

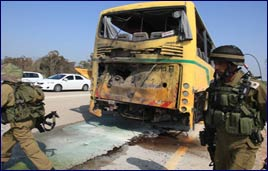
Bus scolaire israélien détruit par une roquette du Hamas, tuant un adolescent, lors de l'attentat du bus scolaire de Shaar HaNéguev (avril 2011).

  - 7 avril 2011 : Un missile Kornet tiré de Gaza touche un bus scolaire près de ShaarHaNeguev, tuant un adolescent de 16 ans.
- 2023
  - à partir du 7 octobre 2023, l'attaque multiple du Hamas contre des localités en Israël cause plus de 1 200 morts et 2 400 blessés, ainsi que la prise de 240 personnes comme otages, y compris des jeunes enfants, des personnes âgées, des Israéliens comme des bi-nationaux et des étrangers.

##### Liste des principaux tirs de roquettes sur Israël
Cette liste est extraite des statistiques officielles du gouvernement israélien :
- 2006 : 974 roquettes.
- 2007 : 783 roquettes.
- 2008 : 1 159 roquettes.
- 2009 : 158 roquettes.
- 2010 : 103 roquettes.
- 2011 : 375 roquettes.
- 2012 : 1 632 roquettes.
- 2013 : 39 roquettes.
- 2014 : 4 125 roquettes
- 2015 : 25 roquettes
- 2016 : 15 roquettes
- 2021 : Plus de 4 000 roquettes[309]
- 2023 : Plus de 5 000 roquettes (attaque du 7 octobre 2023)

#### Activités politiques
Le Hamas s'engage aussi dans les domaines civils et politiques et a, par exemple, ses propres candidats lors des élections pour les chambres de commerce de Jordanie occidentale.
Il gagne 74 des 132 sièges au parlement palestinien issu des législatives de janvier 2006.
Structuré, il œuvre avec des organisations travaillant aussi bien en secret qu'officiellement. Il recrute des nouveaux membres et récolte des dons dans les mosquées et les centres sociaux. Il organise ses activités et distribue des documents à vocation politique.

#### Service social
Le Hamas développe son programme social en s'inspirant du modèle des Frères musulmans en Égypte, issu de la tradition islamique: le dawa.
En 2000, le Hamas et ses affiliés gèrent 40 % des institutions sociales de la bande de Gaza et la Cisjordanie, en 2005, 120 000 personnes dans la bande de Gaza bénéficient de ses aides financières. le Hamas soutient de nombreux programmes d'aide et de formation, avec le financement d'un certain nombre d'activités économiques locales : crèches, écoles, orphelinats, dispensaires, élevage, production de vêtements pour l'emploi des femmes, mise en place de réseaux scolaire, etc.. Il utilise un réseau d'associations de collecte de fonds implantées dans certains pays européens,. En particulier parmi ces associations figure une association basée en France, le Comité de bienfaisance et de secours aux Palestiniens (CBSP), ainsi que l'Association de secours palestinien (ASP) installée en Suisse, et le Palestinian Relief and Development Fund (Interpal) basé à Londres.

#### Al-Aqsa TV
Le Hamas a fondé en 2006 une chaîne de télévision appelée Al-Aqsa TV émettant depuis la ville de Gaza.
Dès 2008, Conspiracy Watch dénonce la régularité des théories du complot juif « les plus folles » qui sont développées sur Al-Aqsa TV.
En 2010, Al-Aqsa est classée comme terroriste par les États-Unis. La même année, le CSA français estimant que la chaîne Al‑Aqsa TV enfreint les législations française et européenne sur l'audiovisuel, le satellite Eutelsat cesse de diffuser la chaîne de télévision du Hamas sur son satellite Atlantic Bird 4A.
En 2018, Israël bombarde le bâtiment d'Al-Aqsa RV mais la chaîne de télévision reprend sa diffusion après avoir déménagé dans d'autres locaux.
Outre pour ses programmes pour adultes et enfants, Israël classe plus généralement en 2019 comme « organisation terroriste » la chaîne de télévision Al-Aqsa, qui est selon lui « une plate-forme centrale pour diffuser les messages d'incitation à la haine », mais également un canal utilisé par le Hamas « pour communiquer secrètement avec ses agents », dont notamment les activistes recrutés en Cisjordanie occupée et à Jérusalem-Est annexée,.

##### Programmes télévisés et sites web pour enfants: Al Fateh, Al-Aqsa TV
Al Fateh, le site web du Hamas destiné aux enfants, et Al-Aqsa TV, la chaîne de télévision fondée par le Hamas sont des moyens de communication, d'« endoctrinement » selon certains analystes, utilisés par cette organisation. Toutefois, le Hamas affirme que ces médias seraient indépendants et rejette sa responsabilité sur ces programmes pour enfants,.
Le 29 mars 2013, dans une émission éducative la télévision du Hamas, des enfants d'une dizaine d'années ont été présentés chantant en chœur vouloir « mourir en martyrs » en perpétrant des attentats suicides.

#### Camps d'entrainement pour enfants
Le Hamas possède des « camps d'été » où des enfants sont formés militairement à partir de 10 ans. Ces camps d'entrainement sont gérés par le ministère de l'éducation de Gaza. Dans ses camps, les enfants reçoivent une formation militaire (maniement des armes, cours d'autodéfense) ainsi que l'apprentissage des valeurs politiques du Hamas. « Le Hamas ne se cache pas d'inculquer une idéologie guerrière à ses militants dès leur plus jeune âge, et ces camps d'entrainement ne sont pas nouveaux », indique France 24. « Dans des déclarations publiques sur les objectifs de ce type de vacances, le porte-parole du Hamas a souligné que le but de ces camps d'été était de sensibiliser la jeune génération à des valeurs religieuses, morales et culturelles », affirme un rapport du Centre Meir Amit d'information sur les renseignements et le terrorisme (en).
Achraf Abou Zayed, un responsable du Hamas, précise vouloir « investir dans la nouvelle génération (pour) la bataille de libération de la Palestine » en entraînant les plus âgés d'entre eux (15 à 18 ans) à l'utilisation d'armes à feu et aux techniques de combat.

### Localisation
Le Hamas est principalement présent dans la bande de Gaza et en Cisjordanie ainsi que dans les camps de réfugiés palestiniens dans les pays arabes limitrophes (voir liste des camps de réfugiés palestiniens).
Certains leaders comme le chef politique du Hamas, Khaled Mechaal, sont basés à Doha,.
Le Hamas dispose également de centres d'entraînement militaires en Syrie, au Liban, en Iran et au Soudan[réf. nécessaire].

## Critiques

### Droits de l'homme
En février 2009, Amnesty International publie un rapport accusant « les forces et les milices du Hamas d'être impliquées dans une campagne d'enlèvements, d'homicides délibérés et illégaux, de tortures et de menaces de mort contre ceux qu'ils accusent de "collaborer avec Israël" » ainsi que contre des opposants politiques et des personnes critiquant le Hamas. Selon ce rapport « au moins deux douzaines d'hommes » ont été tués par le Hamas depuis la fin de décembre 2008 et des dizaines d'autres ont reçu des balles dans les jambes, ont été enlevés ou battus. Amnesty déclare avoir dans ce rapport des comptes rendus détaillés de certains des cas et dit qu'il y avait des « preuves irréfutables » que les forces de sécurité du Hamas et ses milices sont « responsables de graves violations des droits de l'homme »,.
Selon le Centre palestinien pour les droits de l'homme au moins 32 Palestiniens ont été tués et des dizaines d'autres torturés durant cette période par des membres du Hamas et « des hommes armés non identifiés ». Dans une interview au Guardian, un Palestinien travaillant pour l'organisation « One Voice » qui organisait des discussions sur les propositions de paix israélo-palestiniennes a déclaré avoir été forcé de quitter Gaza à la suite de menaces précisant que « Les gens ont peur de vivre une vie normale et d'exprimer librement leurs opinions ».

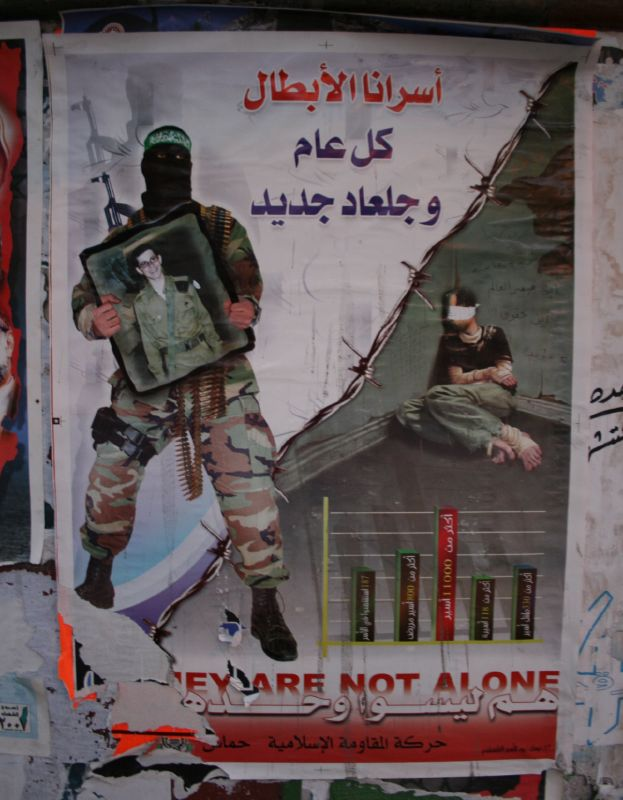
L'otage Gilad Shalit sur une affiche du Hamas.
Inscriptions : « Nos héros prisonniers, puissions-nous avoir un nouveau Gilad chaque année… Ils (les prisonniers palestiniens) ne sont pas seuls » (2007).

Un avocat de l'ONG Addameer affirme avoir des « preuves de l'exécution de dix prisonniers accusés de "collaboration" après la destruction de la prison dans laquelle ils étaient détenus lors d'un bombardement israélien début janvier ». L'un d'eux, « aurait été exécuté devant des médecins et des patients » devant l'hôpital Chifa de Gaza. Il déclare qu'un partisan du Fatah parmi d'autres avait été assassiné à son domicile et que dix autres membres de la famille dont une fillette de 7 ans et une femme de 70 ans ont été blessés par des « tirs à l'aveuglette ».
En 2012, Human Rights Watch publie un rapport sur les violations des droits de l'homme par le Hamas. Le rapport remet en cause le Hamas pour user de la violence contre la population civile, de tuer des personnes suspectées de collaboration avec Israël et pour avoir torturé 102 personnes, dont des activistes et des manifestants pour la paix. Le rapport qualifie entre autres, la captivité de Gilad Shalit de « cruelle et inhumaine ».
Selon Mahmoud Abbas, durant la guerre de Gaza de 2014, le Hamas aurait tué plus de 120 jeunes membres du Fatah qui avaient violé le couvre-feu de la bande de Gaza,.
En 2015, Amnesty International accuse le Hamas dans un rapport, de commettre des exécutions sommaires et d'utiliser une partie de l'hôpital Al-Shafi pour détenir, interroger et torturer des suspects. Le rapport détaille l'exécution de plus de 23 suspects de collaboration avec Israël et la torture de dizaine de personnes,.
L'Armée égyptienne accuse le Hamas d'armer et d'entraîner les groupes islamistes (dont l'armée de l'islam) et d'avoir participé à l'aide de centaines de combattants à l'insurrection du Sinaï et à des attentats,.
Le Hamas est aussi accusé de participer et de profiter du trafic d'êtres humains qui a coûté la vie à plus de 5 000 migrants africains dans le nord du Sinaï,.

### Islamisme

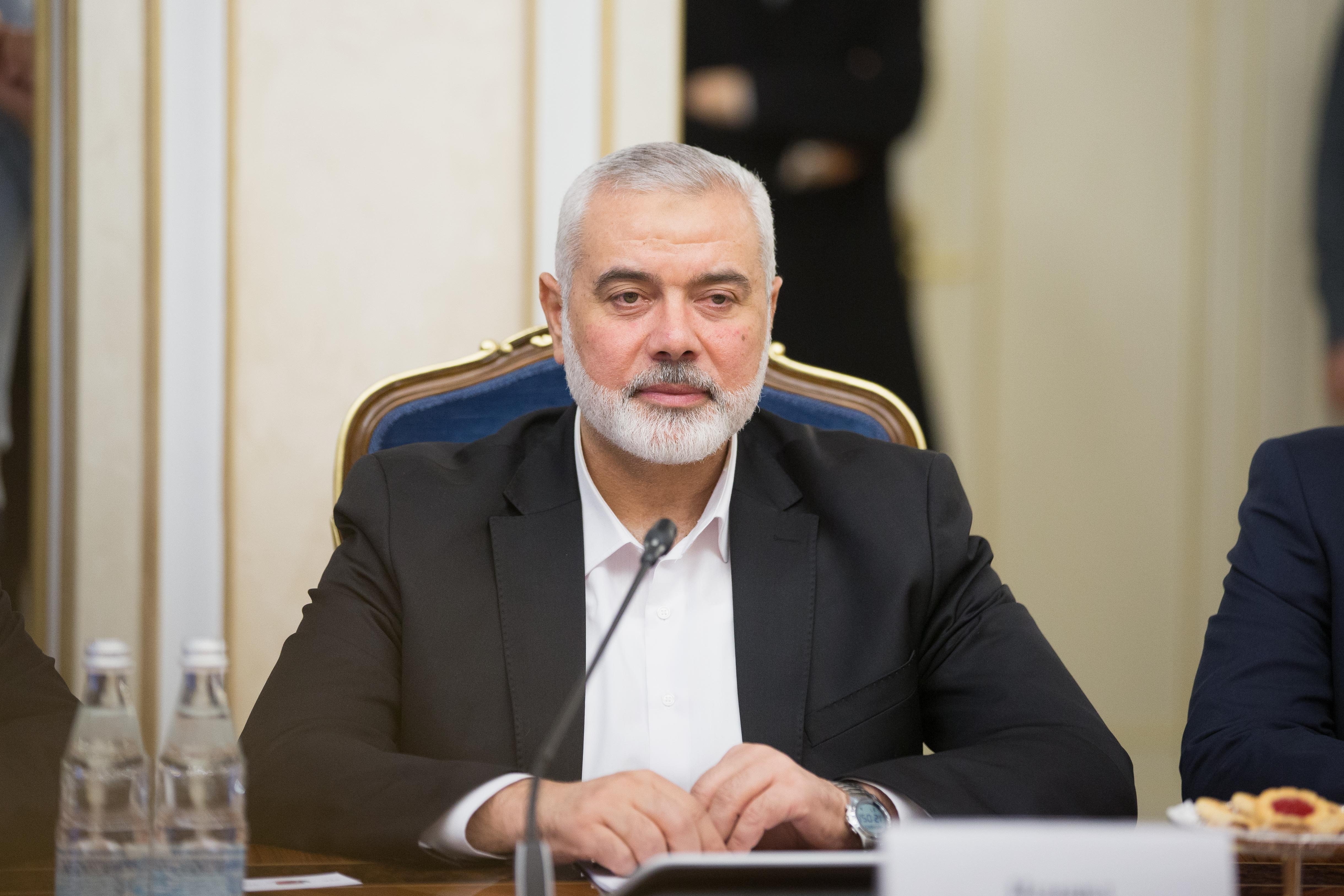
Ismaël Haniyeh, leader du Hamas.

Le 15 juin 2007, le chef adjoint du bureau politique du Hamas, Moussa Abou Marzouk, juge « sans fondement » l'éventualité de fonder un État islamique dans la bande de Gaza et assure : « Nous sommes engagés par les lois fondamentales et les règles organisant l'Autorité palestinienne ».
Le 15 juin 2007, le responsable des relations extérieures du Hamas, Khalil Abou Leïla, déclare : « Ces soupçons d'instauration d'un État islamique sont ridicules, dit-il sur un ton catégorique. Nous n'allons pas appliquer la charia. La Choura (assemblée décisionnaire religieuse du Hamas) n'a pas pris de décision en ce sens. ».
Le 22 juin 2007, le porte-parole du groupe parlementaire du Hamas au Conseil législatif palestinien, Salah al-Bardawil (en), déclare : « Nous ne sommes pas des talibans. On ne va pas appliquer la charia. […] nous respectons la démocratie, le pluralisme, la liberté d'expression. Ici, ce n'est pas le "Hamastan", c'est le "Démocratistan". Il n'a jamais été question d'un État islamique ».
Le 24 juin 2007, le chef de file du Hamas, Ismaël Haniyeh, déclare que son parti n'est pas intéressé par la formation d'un émirat islamique indépendant dans la bande de Gaza
La professeure de littérature anglaise Sahar El Mougy (en), s'exprimant lors de la cérémonie de clôture du cinquième Festival palestinien de littérature en mai 2012 au Caire, condamne ce qu'elle décrit comme une « famine culturelle » à Gaza déplorant le fait « qu'il n'y a même pas de cinémas, de bibliothèques, de librairies proposant des livres sur les arts, la philosophie ou la littérature. Les seuls livres disponibles sont ceux traitant de la charia islamique (jurisprudence islamique) et du Fiqh (pensée islamique) ». Elle accuse le Hamas d'effacer la culture palestinienne, en la remplaçant par une version extrémiste de l'islam. El Mougy considère que le Hamas qui initialement était « un mouvement de résistance contre l'occupation, est devenu lui-même un mouvement de répression et est devenu un obstacle entre les Palestiniens et la vie ».
Le 2 mai 2011, le chef du Hamas et Premier ministre Ismaël Haniyeh condamne le meurtre d'Oussama ben Laden au Pakistan par les États-Unis. Haniyeh fait l'éloge de Ben Laden, le fondateur de l'organisation jihadiste Al-Qaïda, comme un « martyr » et un « guerrier sacré arabe »,, ajoutant que l'opération menée « est la poursuite de la politique d'oppression américaine fondée sur l'effusion du sang des Arabes et des musulmans ». Le gouvernement des États-Unis condamne ces propos comme « scandaleux ». Le Hamas aurait maintenu des liens opérationnels et financiers avec Al-Qaïda, selon Jonathan Schanzer. D'autres sources mentionnent au contraire la répression par le Hamas des groupuscules palestiniens se réclamant d'Al-Qaïda,,.

### Combat en zone urbaine
À la suite de la guerre de Gaza de 2012, Human Rights Watch déclare que l'organisation palestinienne met en danger la vie des populations civiles « en tirant de manière répétée des roquettes à partir de zones densément peuplées ».
Durant les guerres opposant le Hamas à Israël, des combats de guérilla se déroulent dans la périphérie des villes, des zones densément peuplées. Très souvent les combattants ne possèdent pas d'uniforme militaire et résident au sein de la population. Selon l'armée israélienne, le Hamas installe ses centres militaires au sein des villes et utilise également des sites militaires au sein de celles-ci. Le Hamas a également créé un réseau de caches d'armes, de tunnels et d'installations militaires dans certaines zones urbaines, transformées en zones de combat lors des affrontements.

### Tirs de roquettes

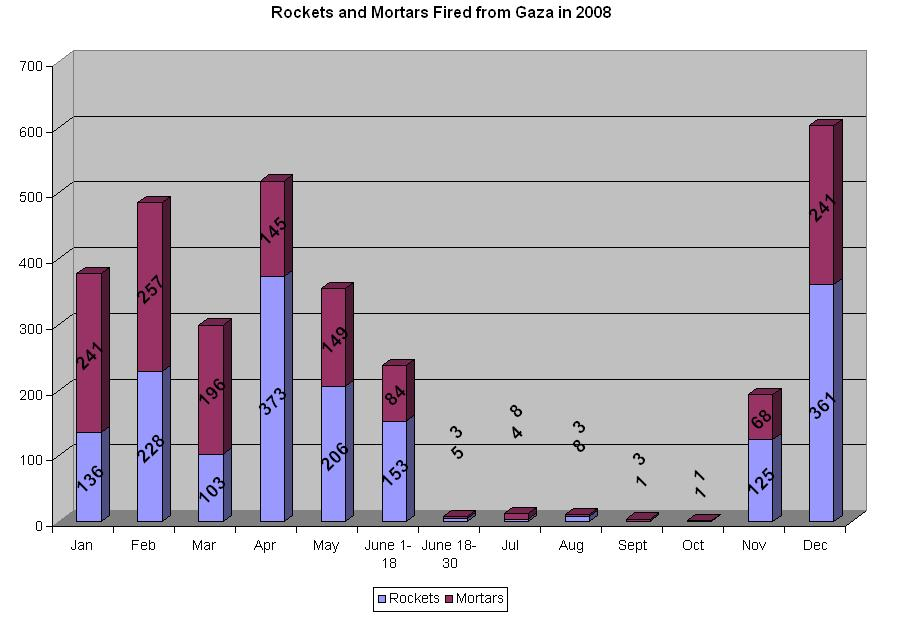
Tirs de roquettes (violet) et de mortiers (rouge) de Gaza vers Israël en 2008.

Les tirs de roquettes du Hamas sur des cibles civiles en Israël constituent un crime de guerre, d'après Human Rights Watch qui considère que la simple utilisation de roquettes met en danger les populations civiles.
Le Hamas vise notamment les villes de Tel Aviv et de Jérusalem. Le 25 mars 2019, une roquette tirée par le Hamas, près de la ville palestinienne de Rafah, détruit une maison et blesse sept personnes dont un bébé à Mishmeret, village israélien situé à une trentaine de kilomètres au nord de Tel-Aviv. Selon l'armée israélienne, la roquette de « fabrication artisanale et locale » avait une portée de 120 kilomètres, ce qui « représente un défi sécuritaire et politique pour Israël », particulièrement en cette période électorale. Un haut responsable du Hamas déclare à Israël Hayom que l'Iran a commandité cette frappe au jihad islamique afin de nuire - comme l'espère aussi le Hamas qui était au courant - au maintien au pouvoir de Netanyahu, après ce tir faisant suite à ceux du 14 mars où deux autres roquettes s'étaient abattues sur l'agglomération de Tel Aviv,.
En mai 2021, l'armée israélienne qui a saisi des matériaux et de l'or destinés au Hamas, l'accuse de détourner l'aide internationale à destination de l'enclave paupérisée à des fins militaires et d'utiliser le métal des canalisations pour en faire des roquettes.

### Bouclier humain
Diverses organisations (dont l'Union européenne) ainsi qu'Israël accusent le Hamas d'utiliser des boucliers humains.
Des vidéos et des appels à la radio indiquent que des civils pourraient s'etre rassemblés pour protéger des bâtiments menacés de bombardements en se rassemblant sur leurs toits ou bien pour protéger des combattants.
Dans certains cas l'armée israélienne est accusée d'avoir instrumentalisé le concept de bouclier humain afin de justifier le massacre de populations civiles. Ainsi, plusieurs enquêtes menées a posteriori ont déterminé que les affirmations israéliennes selon lesquelles le Hamas avait installé son quartier général sous les hôpitaux Al-Shifa et Al-Quds étaient mensongères et visaient à justifier moralement et juridiquement la destruction des infrastructures médicales de Gaza.

### Traitement des enfants

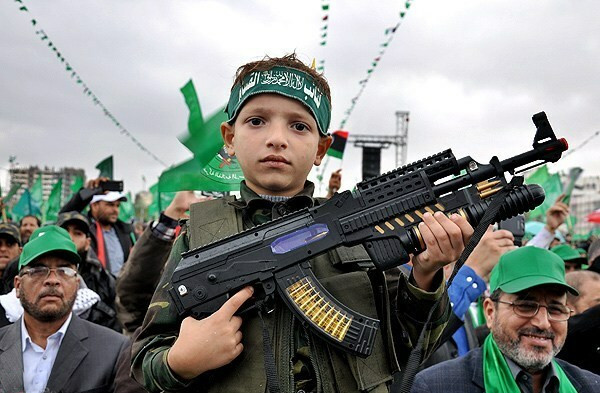
Manifestation du Hamas à Gaza (2012)

Israël et des organisations humanitaires accusent le Hamas d'avoir des enfants soldats dans ses rangs. Des enfants sont notamment affiliés à des groupes armés.
Selon Mahdi, Ali Akbar, la tradition islamique fixe l'âge adulte à 15 ans, et les jeunes seraient donc en mesure de combattre à partir de cet âge. En 2015, l'armée israélienne arrête plusieurs enfants transportant des explosifs et de l'armement.
Des photos de bébés et d'enfants habillés en soldat, des armes à la main ou en combinaison de kamikaze servent de preuves aux détracteurs du Hamas qui encourage, d'après eux, les enfants au Jihad. Le Hamas reconnait qu'il entraîne des dizaines de milliers d'enfants palestiniens, et Ismaël Haniyeh déclare avoir formé une génération de combattants.
Le Hamas utilise aussi des enfants dans la construction de tunnels en territoire israélien et plus de 160 enfants sont morts lors de leurs constructions,.

### Liberté de la presse
Des organisations humanitaires accusent le Hamas de restreindre la liberté de la presse et d'interdire les critiques à son encontre. Des journalistes étrangers et gazaouis attestent être victimes de harcèlement et de diverses contraintes. En 2008, le Hamas interdit le journal de l'opposition Al-Ayyam (en), basé à Ramallah, malgré ses allégations sur la liberté d'expression, de la presse et le pluralisme contenues dans ses textes fondateurs.

### Position sur la Shoah
La position du Hamas semble être équivoque sur la question de la Shoah. Abdel Aziz al-Rantissi a estimé que « l'Holocauste n'a jamais eu lieu, que les sionistes étaient derrière l'action des nazis, et que les sionistes ont financé le nazisme »,. Le Washington Institute for Near East Policy affirme également que le Hamas a publié en 2000 sur son site internet les propos d'un de ses membres dirigeants condamnant « le soi-disant holocauste, qui est une histoire inventée et sans aucun fondement ». En août 2009, le Hamas a refusé de permettre aux enfants palestiniens d'étudier la Shoah, qui leur est présenté comme « un mensonge inventé par les sionistes.» Le Hamas a qualifié l'enseignement de la Shoah comme étant « un crime de guerre ».
Le chef politique du Hamas Khaled Mechaal a déclaré que les remarques négationnistes de Mahmoud Ahmadinejad étaient « courageuses » et que « les musulmans soutiennent l'Iran parce qu'il exprime à haute voix ce qu'ils ont dans leurs cœurs, le peuple palestinien en particulier ».
À l'inverse en 2008, dans une tribune publiée par The Guardian, le Hamas déclare ne pas nier la Shoah, la condamner sans réserve et la qualifier d'« un des crimes les plus abominables de l’histoire moderne » mais rejeter simplement « l'exploitation qui en est faite par les sionistes pour justifier leurs crimes et obtenir un assentiment international tout en menaçant eux-mêmes la population gazaouie d'holocauste comme ce fut fait par le vice-ministre de la défense israélien ».

## Perception internationale

### Classement comme organisation terroriste
La majorité des pays de l'Organisation des Nations unies, dont l'Afrique du Sud, le Brésil, la Chine, la Norvège, la Russie, la Suisse, la Turquie et la plupart des pays arabo-musulmans ne placent pas le Hamas sur la liste des organisations qu'ils considèrent comme terroristes.
Le Hamas est sur la liste officielle des organisations terroristes de l'Union européenne (depuis 2001),, des États-Unis (depuis 1997) et du Canada,. Il est également classé « terroriste » par Israël, le Japon, le Paraguay, et est banni en Jordanie et en Égypte. Le Royaume-Uni et l'Australie classent le mouvement comme « terroriste » depuis respectivement 2021 et 2022, n'ayant auparavant considéré comme tel que sa branche armée. Un choix retenu par certains pays, comme la Nouvelle-Zélande.
En particulier, Franco Frattini, ancien chef de la diplomatie italienne, considère en 2008 le mouvement « terroriste et extrémiste » du Hamas comme « la mère de tous les maux » au Proche-Orient et qu'en conséquence, « il ne faut pas considérer le Hamas comme un interlocuteur politique ».
Début 2015, la justice égyptienne classe la branche militaire du Hamas puis l'ensemble du mouvement comme organisation terroriste, l'accusant de soutenir l'insurrection djihadiste dans le Sinaï. La Ligue arabe demande dans la foulée l'annulation de cette décision. Celle-ci est finalement annulée en juin 2015, le tribunal l'ayant prise n'étant pas « compétent » pour statuer dans ce genre de dossiers.
Le 20 mai 2024, Karim Khan, procureur de la Cour pénale internationale, demande à la CPI de délivrer un mandat d'arrêt contre les dirigeants du Hamas, en raison des enlèvements pendant l'attaque du Hamas contre Israël, des allégations de crimes contre l'humanité, de crimes de guerre, d'agressions sexuelles et de génocide.

### Positionnement de l'Union européenne
Le 6 septembre 2003, les ministres des Affaires étrangères de l'Union européenne dénoncent les « activités terroristes » du Hamas et de ses sous-organisations. Quant à la France, elle s'est un temps opposée à l'ajout du Hamas dans la liste de l'Union européenne, jusqu'à ce que, interrogé à ce sujet par le quotidien israélien Haaretz le 19 juillet 2005, Jacques Chirac déclare : « le Hamas est une organisation terroriste qui ne peut être un interlocuteur de la communauté internationale tant qu'il ne renonce pas à la violence et ne reconnaît pas le droit à l'existence d'Israël. C'est la position de l'Union européenne ; elle est sans ambiguïté et ne changera pas ».
En décembre 2014, l'inscription du Hamas sur la liste des organisations terroristes de l'Union européenne est annulée pour défaut de procédure par la justice,, le Tribunal estimant que cette inscription était fondée « sur des décisions nationales mais également sur des faits qu'il a établis lui-même sur la base d'informations tirées de la presse et d'internet (des attentats revendiqués par le Hamas) ». Cette annulation ne remet pas en question la qualification du groupe palestinien d'organisation terroriste. L'Union européenne fait appel de cette décision en janvier 2015, et maintient le Hamas sur la liste des organisations terroristes le 27 mars 2015,.
Le mouvement Hamas conteste son caractère « terroriste », avançant pour principal argument son élection par les habitants de Gaza, en 2006, pour gouverner cette bande de terre et dénonce le gel de ses fonds par l'UE, conséquence directe de son inscription sur la liste, comme une violation de son « droit de propriété ». Cependant, les juges de Luxembourg de la CJUE maintiennent leur qualification, en ne voyant notamment en lui « ni un État ni un gouvernement ».
Cette classification ne signifie cependant pas que ces pays ne communiquent pas avec Hamas, l'organisation étant incontournable en Palestine. Des discussions sont organisées par des intermédiaires, notamment le Qatar et l'Égypte.
Le classement de la branche politique du Hamas comme organisation terroriste par le Royaume-Uni est contesté officiellement par celui-ci le 9 avril 2025 auprès du Home Office, argumentant que cela entrave ses possibilités de négociation afin de parvenir à un accord de paix, et donnant les exemples de l’IRA ou de l’ANC.

## Relations internationales

### Relations avec la Syrie
La Syrie a été une alliée historique du Hamas jusqu'à la guerre civile commencée en 2011. Les dirigeants du Hamas basés à Damas tentèrent d’abord une médiation entre le gouvernement syrien et les rebelles sunnites, avant d'apporter leur soutien à la « quête du peuple syrien pour la liberté et la démocratie » malgré des divisions sur ce soutien aux rebelles.

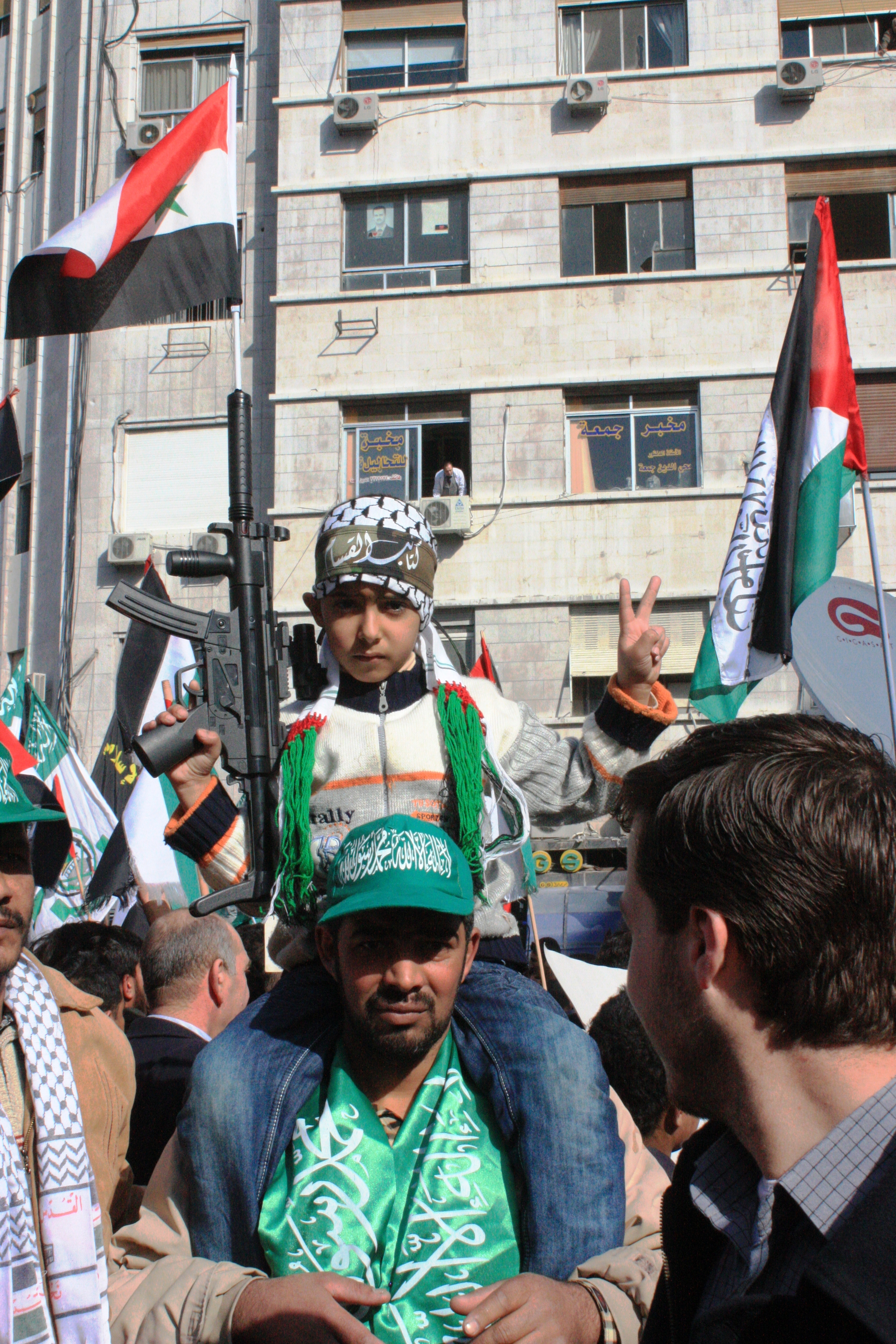
Rassemblement pro-Hamas en Syrie durant la guerre de Gaza de 2008-2009.

Malgré sa forte aversion pour les Frères musulmans (dont la branche syrienne a été écrasée à la suite du massacre de Hama cinq ans avant la formation du Hamas) dont est issu le Hamas, la Syrie l'a soutenu lorsqu'il est devenu le groupe le plus actif contre Israël, ennemi de la Syrie. Ainsi, avant la guerre civile syrienne, le Hamas est le groupe palestinien le plus soutenu par la Syrie malgré l'antagonisme idéologique entre le baasisme fortement laïc et les fréristes islamistes qui se sont à plusieurs reprises affrontés. En 2011, Bachar el-Assad avait exigé que le Hamas lui apporte un soutien public[réf. nécessaire], cette demande a provoqué en février 2012 le départ de Khaled Mechaal, l'un des chefs de cette organisation qui était installé à Damas, pour le Qatar. Au contraire, le mouvement islamiste palestinien a soutenu activement les rebelles syriens opposés au régime baasiste dans le cadre de la guerre civile syrienne,,,,, et fonde Aknaf Beit al-Maqdess, un groupe palestinien pro-rebelle qui s'affrontera à plusieurs reprises avec le Front populaire de libération de la Palestine-Commandement général, allié de Bachar el-Assad et du régime syrien.
Il affronte à partir d'août 2012 les miliciens des brigades Jihad Jibril du Front populaire de libération de la Palestine-Commandement général (FPLP-CG), alliés quant à eux au régime de Damas.
Par la suite Aknaf Beit al-Maqdess ne fera pas le poids face aux palestiniens pro-régime et aux Forces armées arabes syriennes, plus nombreux. Alors qu'Aknaf Beit al-Maqdess compte au maximum 250 militants, les groupes palestiniens pro-Assad réunis comptaient plus de 100 000 combattants.
Pressés et sans espoir de victoire, les insurgés ont cédé en mai et ont accepté de se rendre et d'être réinstallés dans le nord de la Syrie. Les militants pro-rebelles d'Aknaf Beit al-Maqdess et leurs familles faisaient partie du premier groupe d'insurgés qui se sont rendus à être transportés vers le nord. Après que la plupart des factions rebelles du sud de Damas, y compris Aknef Beit al-Maqdes, ont initialement rejeté les offres de transport vers les zones contrôlées par les insurgés dans le nord de la Syrie, le gouvernement a lancé une offensive à partir d'avril 2018, visant à reprendre tout le sud de Damas. Au milieu de cette offensive, Aknaf Beit al-Maqdess s'est affronté avec les milices palestiniennes pro-gouvernementales les plus nombreuses dans le camp de Yarmouk.
En 2017, les défaites de la rébellion syrienne et la réduction du soutien de Téhéran pousse le Hamas à délaisser la Syrie pour renouer avec l'Iran.
En 2022, le Hamas renoue avec le régime de Bachar el-Assad,. Le 19 octobre 2022, une délégation du Hamas est accueillie à Damas,.
En 2023, la Syrie fait partie des pays soutenant l'opération Déluge d'Al-Aqsa, une offensive à grande échelle de plusieurs factions palestiniennes, dont principalement le Hamas, contre le territoire israélien.

### Relations avec l'Iran
L'Iran soutient le Hamas en lui procurant une aide militaire, financière et politique,. Une première délégation du mouvement, fondé en 1987, se rend à Téhéran en 1991 et y ouvrira un bureau politique. Par la suite, des combattants gazaouis seront formés en Iran ou au Liban.Gabriel Tabarani, expert du Moyen-Orient et rédacteur en chef de Miraat Al Khaleej rapporte que l'Iran soutient financièrement le Hamas en plus d'un entrainement militaire. Il estime que les subventions iraniennes annuelles depuis 1993 sont de l'ordre de 30 millions de dollars. En 1995 le directeur de la CIA, James Woolsey a quant à lui déclaré devant une commission du Sénat américain que le montant était de 100 millions de dollars sans préciser pour quelle période. En novembre 2006 à la suite de l'embargo international après la prise du pouvoir du Hamas à Gaza, le Hamas a déclaré avoir reçu 120 millions de dollars, puis en décembre de la même année, lors d'une visite d'Ismaël Haniyeh à Téhéran le gouvernement iranien s'est engagé à apporter au Hamas une aide complémentaire de 250 millions de dollars. La prise de position du Hamas en faveur de l'opposition syrienne durant la guerre civile syrienne contre le gouvernement baasiste a incité l'Iran à réduire son aide aux Hamas et à soutenir le Front populaire de libération de la Palestine. La branche du Hamas dans la bande de Gaza a toutefois maintenu de bons rapports avec l'Iran. La guerre civile syrienne a un impact sur les finances du Hamas. Le ministre des Finances du Hamas, Ziad Zaza a reconnu les difficultés financières de son gouvernement mais en tient pour responsables les restrictions israéliennes. Il nie que le Hamas a reçu des fonds de l'Iran et estime que les « dons de l'étranger sont encore dans la fourchette normale de 5 millions de dollars à 12 millions de dollars par mois ». Ghazi Hamad, vice-ministre des Affaires étrangères du Hamas, a déclaré au The Daily Telegraph que les relations avec l'Iran étaient « mauvaises » et que son organisation avait « perdu beaucoup » en apportant son soutien à la « révolution syrienne ». Depuis sa prise du pouvoir en 2007, le Hamas maintient l'opacité sur les dépenses de son gouvernement. En novembre 2012, à la suite de la guerre de Gaza de 2012, il avait remercié l'Iran pour son soutien financier et en armes. Mahmoud al-Zahar avait dans le même temps appelé les pays du Golfe à « rivaliser avec l'Iran en nous donnant des armes et de l'argent ».
Par la suite, le Hamas a exprimé son soutien au gouvernement yéménite et la coalition saoudienne contre les rebelles chiites Houthis, proches de l'Iran, pendant la guerre civile yéménite et a soutenu l'Opération Tempête décisive de la coalition saoudienne. Il avait alors été déclaré que le Hamas s'éloignait de l'influence iranienne. Dans les années 2010 le Hamas est plus proche du Qatar que de l'Iran, à la fois pour des raisons pragmatiques et idéologiques. La radicalisation de l’opposition syrienne et la prise par l’organisation de l’État islamique du plus grand camp palestinien de Syrie, Yarmouk, en 2015, poussent le Hamas à renouer avec Téhéran et le Hezbollah. Par la suite le Hamas et les Houthis ont normalisé leurs relations en 2021.

### Relations avec l'Égypte
Le 5 août 2012 un poste-frontière entre l'Égypte et Israël est attaqué par 35 hommes armés soupçonnés d’appartenir à un groupuscule djihadiste palestinien. 16 garde-frontières égyptiens ont été tués et un véhicule blindé égyptien a été saisi pour attaquer le point de passage de Kerem Shalom à l'intersection des frontières de Gaza, de l'Égypte et d'Israël. Un deuxième véhicule transportant une demi-tonne d'explosifs a été détruit avant d'atteindre le poste-frontière israélien et les hommes étaient en possession de vestes explosives.
À la suite de l'attaque, l'Égypte a fermé « sine die » le terminal de Rafah à la frontière avec la bande de Gaza. Ce terminal est l'unique point de passage entre cette enclave contrôlée par le Hamas à ne pas être contrôlé par Israël.
Le 13 août, « abasourdi » par les mesures prises par le gouvernement islamiste du Caire, le Hamas, a déclaré que ces mesures imposaient « la même douleur sur l'enclave palestinienne qu'à l'époque d'Hosni Moubarak ». « Nous avons souffert du régime injuste de Moubarak qui a participé au blocus (israélien) de Gaza. Pourquoi devrions-nous souffrir maintenant à l'ère de la révolution en Égypte et de la démocratie ? », a déclaré Fathi Hamad le ministre de l'Intérieur du Hamas. Son ministère a publié un communiqué de presse indiquant que les autorités égyptiennes doivent permettre aux voyageurs dans les deux directions de passer par le passage de Rafah. Le Hamas affirme qu'il n'y a plus aucune raison pour les Palestiniens de se voir refuser l'accès au Sinaï, la source de la police israélienne.
Le 19 février 2013, les dirigeants du Hamas de Gaza ainsi que les contrebandiers exploitant les tunnels ont accusé l'Égypte d'inonder des dizaines de tunnels en y déversant des eaux usagées. Selon Ibrahim Barzak de l'Associated Press, l'objectif de ces inondations est la fermeture des voies de transit illégales afin de permettre un meilleur contrôle frontalier. Cette décision fait suite à un accord entre l'Égypte et Israël qui a permis l'assouplissement des restrictions israéliennes sur l'acheminement de matériaux de construction vers la bande de Gaza.
Le 26 février 2013, un tribunal du Caire a estimé « que les autorités égyptiennes devaient détruire la totalité des tunnels reliant la péninsule du Sinaï à la bande de Gaza », par crainte qu'ils ne constituent un risque pour la sécurité de l'Égypte, en particulier pour le Sinaï. Cette recommandation a été faite en réponse à une pétition présentée par « un groupe d'avocats et de militants » après l'attaque contre un poste-frontière entre l'Égypte et Israël en 2012,.
Le 17 juin 2013 des centaines de manifestants égyptiens se sont rassemblés au Caire pour protester contre la visite du premier ministre palestinien Ismaël Haniyeh, Khaled Mechaal et son adjoint Moussa Abou Marzouk. Les manifestants réunis devant l'hôtel où ils séjournaient ont scandé des slogans anti-Hamas accusant cette organisation de « traitrise » et de participer à des activités terroristes dans le Sinaï. Selon le quotidien égyptien Al-Youm A-Sabi. Les manifestants ont tenté de prendre d'assaut l'hôtel pour capturer la délégation du Hamas afin de les échanger contre des officiers [égyptiens] enlevés dans le Sinaï. Un responsable de l'opposition au président égyptien Mohamed Morsi a déclaré au quotidien égyptien indépendant El Watan « que l'entrée du Hamas en Égypte constituait une menace à la sécurité nationale ». L'opposition au président égyptien accuse le Hamas de s'« ingérer dans des questions internes égyptiennes en faveur du président égyptien Mohamed Morsi et des Frères musulmans ». Des médias égyptiens ont affirmé que « le Hamas maintient un contact constant avec des cellules salafistes opérant dans la péninsule du Sinaï - les mêmes cellules qui ont mené des attaques terroristes contre les services de sécurité égyptiens ». La tension entre les groupes salafistes du Sinaï et l'armée égyptienne est liée à la destruction par l'armée des tunnels reliant la bande de Gaza à la ville égyptienne de Rafah. Les médias égyptiens ont rapporté que les chefs de l'armée égyptienne ont rejeté la demande de Mechaal de les rencontrer « en raison d'allégations d'implication du Hamas dans les questions nationales en Égypte, en particulier dans la région du Sinaï ». Selon Gulf News un quotidien anglophone publié à Dubaï, les dirigeants du Hamas avaient été officiellement invités à changer d'hôtel à l'avance en prévision de ces manifestations. Le but officiel de cette visite était de tenir des discussions pour tenter de réconcilier le Hamas avec le Fatah sous le patronage égyptien. Selon l'opposition le but réel de cette rencontre était de « coordonner un effort islamiste pour repousser les manifestations antigouvernementales massives » prévues pour le 30 juin 2013. Des sources au Caire ont déclaré au quotidien israélien Haaretz que la réunion, qui a été classée comme urgente, s'est tenue en raison de différences d'opinion internes concernant la crise en Syrie. Le Hamas a rejeté « ces allégations de l'implication du groupe dans les questions intérieures de l'Égypte » et a déclaré que « la coordination de la sécurité avec les services de renseignement égyptiens était destinée à empêcher le franchissement illégal des frontières à Gaza, et pour empêcher les tirs de roquettes dans la région du Néguev occidental d'Israël et généralement préserver le calme le long de la frontière »,.

#### Après le coup d'État contre Mohamed Morsi
Le 23 juin 2013, un tribunal égyptien a déclaré que les membres des Frères musulmans ont conspiré avec le Hamas, le Hezbollah et des militants islamistes locaux dans le but de prendre d'assaut la prison Wadi el-Natroun au nord-ouest du Caire profitant du chaos durant la révolution de janvier 2011 afin de faire évader 34 dirigeants des Frères musulmans dont le futur président Mohamed Morsi. Deux autres prisons, dans lesquelles des membres du Hamas et du Hezbollah étaient emprisonnés, ont également été attaquées. Le juge Khaled Mahgouba a affirmé que les assaillants s'étaient emparés de grandes quantités d'armes se trouvant dans les prisons, il a ajouté que les alliés du Hamas dans le Sinaï avaient préparé l'entrée de ses militants dans la péninsule égyptienne en perpétrant des attaques contre les forces de sécurité égyptiennes surveillant les tunnels de contrebande entre l'Égypte et la bande de Gaza. Selon ce juge des combattants du Hamas et du Hezbollah avaient pénétré Égypte en utilisant ces tunnels le 28 janvier 2011,.
Le 4 mars 2014, un tribunal du Caire a proscrit les activités et la présence du Hamas en Égypte, ses représentations devront être fermées, le considérant comme la branche palestinienne des Frères musulmans. Le Hamas a quant à lui estimé que cette décision était « une atteinte à la cause palestinienne ».

#### Après l'élection d'Abdel Fattah al-Sissi
Après l'élection d'Abdel Fattah al-Sissi, les relations entre l'Égypte et le Hamas s'enveniment. Le 29 janvier 2015 la justice égyptienne a classé la branche militaire du Hamas comme organisation terroriste l'accusant de soutenir l'insurrection jihadiste dans le Sinaï. Le 3 février 2015, le ministère de l'Intérieur dans la bande de Gaza, a affirmé dans un communiqué que « l’armée égyptienne a tiré ce matin sur deux positions de nos forces de sécurité le long de la frontière sud de la bande de Gaza ». Il a ajouté que « ces tirs, directs ont eu lieu brusquement sans justification et sans qu’aucune violation n’ait eu lieu auparavant côté palestinien » en réclamant une enquête immédiate.

### Relations avec l'État islamique
À partir de 2014, le Hamas s'oppose à l'État islamique (EI), qui tente de s'imposer dans la bande de Gaza, par le biais d'actes d'allégeance de mouvements islamistes divers, comme Jaïch al-Islam,. En 2015, lors de la guerre civile syrienne, dans le camp de réfugiés palestiniens de Yarmouk en Syrie, de violents combats opposent le Hamas et différentes factions palestiniennes à l'état islamique.
En 2015, le Hamas condamne les attentats du 13 novembre à Paris et Saint-Denis en affirmant que l'« islam rejette les meurtres indiscriminés »
Selon le journaliste Yoni Ben-Menachem un accord avait été conclu entre le Hamas et l'état islamique. « Le Hamas devait entraîner les jihadistes du Sinaï et leur procurer des médicaments et des soins si besoin. En échange, l'état islamique aidait le Hamas à faire passer des armes à Gaza par les tunnels sous la frontière égyptienne ». Selon lui, ces liens ont été rompus en juin 2017, du moins officiellement, condition imposée pour son rapprochement avec l'Égypte. Le Hamas a notamment entamé la construction d'une barrière souterraine à sa frontière avec l'Égypte afin d'empêcher l'infiltration de terroristes de l'état islamique au sein de la bande de Gaza.
Cependant pour le journaliste Wassim Nasr, des combats entre le Hamas et des Palestiniens partisans de l'état islamique ont lieu dés 2014 et 2015 dans la bande de Gaza. L'état islamique qualifie les membres du Hamas d'« apostats », tandis que le Hamas considère les membres de l'état islamique comme des « déviants ». Face à la répression du Hamas, un certain nombre de Palestiniens pro-EI passent en Égypte pour rejoindre les forces de l'état islamique au Sinaï. Ce dernier groupe publie notamment une vidéo où un Palestinien est mis à mort pour avoir fait passer des armes au Hamas à Gaza. En 2014 et 2015, Israël et l'Égypte fourniraient même de l'aide au Hamas pour combattre l'état islamique.
Le 5 janvier 2018, dans une vidéo de propagande, l'état islamique au Sinaï appelle ses partisans à attaquer ceux du Hamas et « déclare la guerre » au groupe islamiste palestinien. Les liens unissant le Hamas à l'Axe de la résistance dominé par des chiites, attise également l'hostilité pour l'EI, fortement anti-chiite, envers le Hamas palestinien, jugé déviant. En ce qui concerne leur projet politique, le Hamas s’inscrit dans le cadre d’un projet nationaliste, l'établissement d'un État palestinien indépendant, et n’a entrepris aucune action violente hors de Palestine et d’Israël, tandis que les djihadistes prétendent instaurer un califat mondial pour unifier la communauté sunnite. D'autre part, le Hamas affirme reconnaitre la démocratie et s’oppose à une vision théocratique, au contraire des djihadistes.
Le Hamas a notamment tenté à plusieurs reprises d'éradiquer les groupes salafistes djihadistes dont ceux affiliés à l'état islamique de la bande de Gaza. Cette politique répressive envers les organisations djihadistes a notamment conduit en août 2009 la branche armée du Hamas à affronter les membres du groupe Jound Ansar Allah qui venait de proclamer un émirat islamique à Rafah au sein de la mosquée Ibn Taymiyya ; 28 membres du groupuscule ont été tués dans la bataille et 150 personnes ont été blessées,.

### Documentaires
- Complément d'enquête : Hamas : Du sang et des armes, 2023, France Télévisions. Voir en ligne
- The Green Prince, 2014, Nadav Schirman - L'histoire de Mosab Hassan Yousef. Fils d'un fondateur du Hamas, il rejoint les services secrets israéliens. Voir trailer
- Hamas, la fabrique d’un monstre, 2024, LCP - Assemblée nationale[453].